# Pekudei

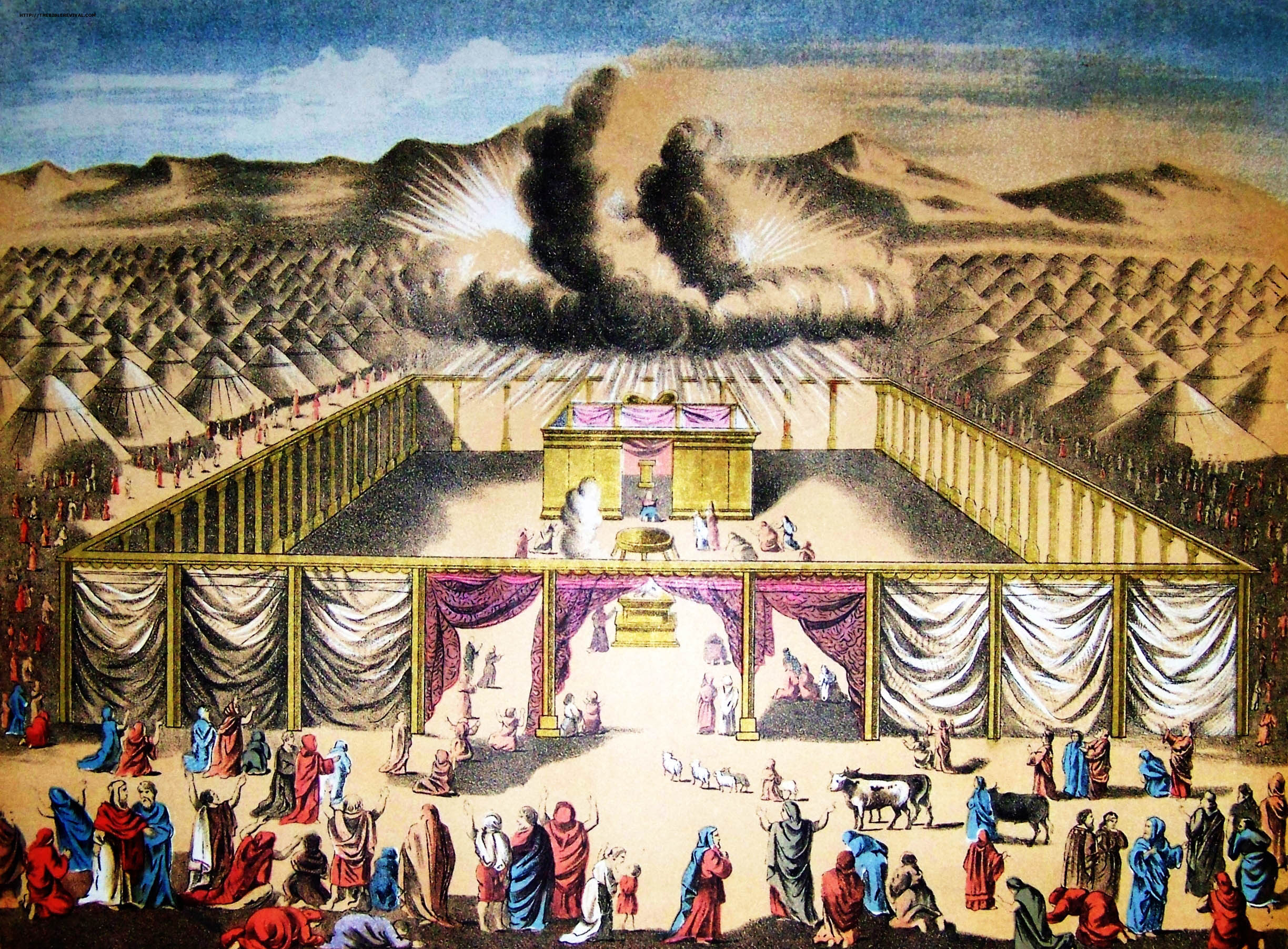
El Tabernáculo en el desierto (ilustración de la Biblia Holman de 1890)

Pekudei, Pekude, Pekudey, P'kude, or P'qude (פְקוּדֵי —En hebreo para «cantidades de», la segunda palabra y la primera palabra distintiva, en la parashá) es la 23.ª porción semanal de la Torá (פָּרָשָׁה, «parashá») en el ciclo anual judío de lectura de la Torá. Es la undécima y última del Libro del Éxodo. La parashá habla de la construcción del Tabernáculo (מִשְׁכַּן, Mishkan).
Constituye Éxodo 38:21-40:38. La parashá consta de 4432 letras en hebreo, 1182 palabras en hebreo, 92 versículos y 159 líneas en un rollo de la Torá (סֵפֶר תּוֹרָה, Sefer Torah). Los judíos lo leen el 22 o 23 Sabbath después de Simjat Torá, en marzo. El lunisolar calendario hebreo contiene hasta 55 semanas, el número exacto varía entre 50 en años comunes y 54 o 55 en años bisiestos. En los años bisiestos (p|or ejemplo, 2027, 2030, 2033, 2038, 2041, 2043, 2046 y 2049), la Parashat Pekudei se lee por separado. En años comunes (por ejemplo, 2026, 2028, 2029, 2031, 2032, 2034, 2036, 2039, 2040, 2042, 2044, 2047, 2048 y 2050), La Parashat Pekudei se suele combinar con la parashá anterior, Vayakhel, para ayudar a alcanzar el número necesario de lecturas semanales (aunque en algunos años no bisiestos, como 2025, 2037 y 2045, no se combinan).

## Lecturas
En la lectura tradicional de la Torá del sábado, la parashá se divide en siete lecturas, o עליות, «aliyot».

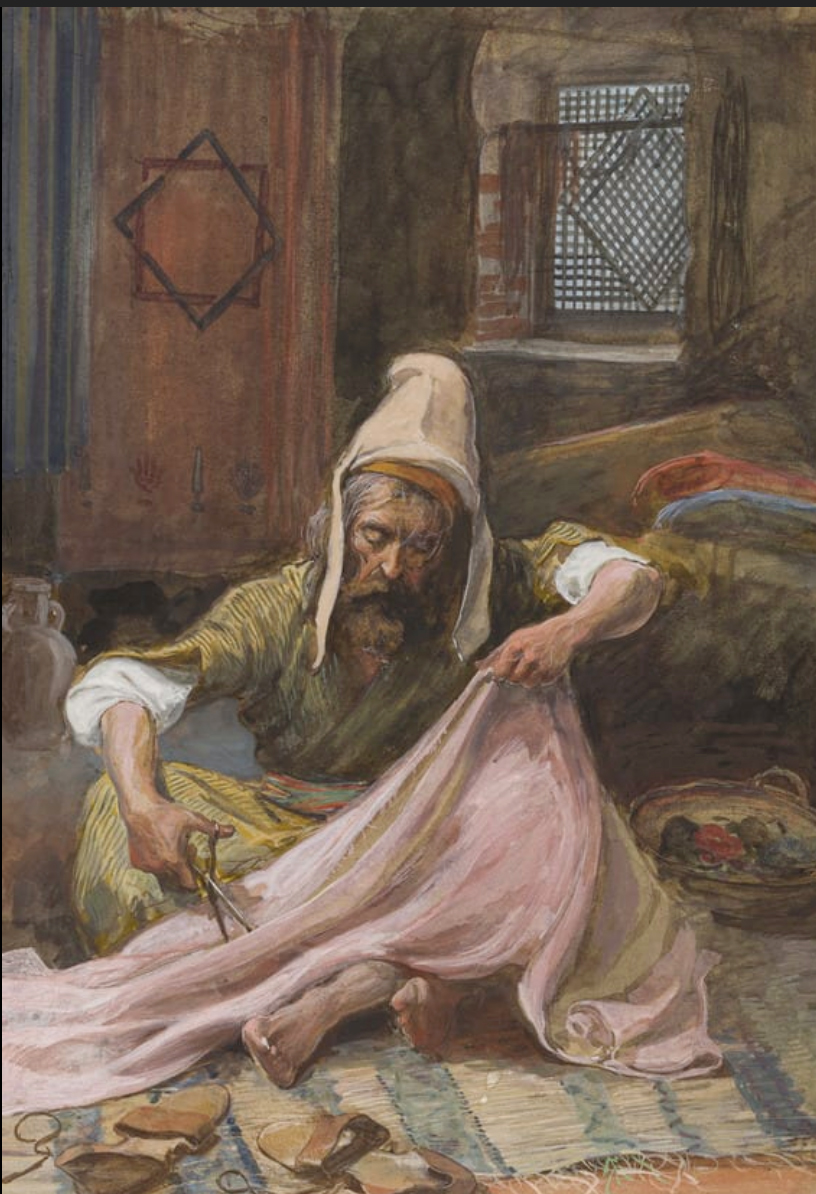
El sastre (gouache sobre tabla, c. 1896-1902 por James Tissot)

### Primera lectura: Éxodo 38:21-39:1
En la primera lectura, siguiendo las instrucciones de Moisés, Itamar, el hijo de Aarón, supervisó el Informe contable del Tabernáculo, y el texto establece las cantidades de oro, plata y cobre que Bezalel, Olihab y sus compañeros de trabajo utilizaron.  La plata procedía del medio [[shekel]|] por cabeza de cada hombre de 20 años o más que fue contado en el censo.

### Segunda lectura: Éxodo 39:2-21
En la segunda lectura, Bezalel, Oholiab y sus compañeros de trabajo hicieron las vestiduras de los sacerdotes, el efod y el pectoral, tal como Dios había ordenado a Moisés. 

### Tercera lectura: Éxodo 39:22-32
En la tercera lectura, Bezalel, Oholiab y sus compañeros hicieron la túnica, las túnicas de fino lino, y el frontal con la inscripción «Santo para el Señor», tal como Dios había ordenado a Moisés.

### Cuarta lectura: Éxodo 39:33-43
En la cuarta lectura, trajeron el Tabernáculo y todos sus muebles a Moisés, y él los bendijo.

### Quinta lectura: Éxodo 40:1-16

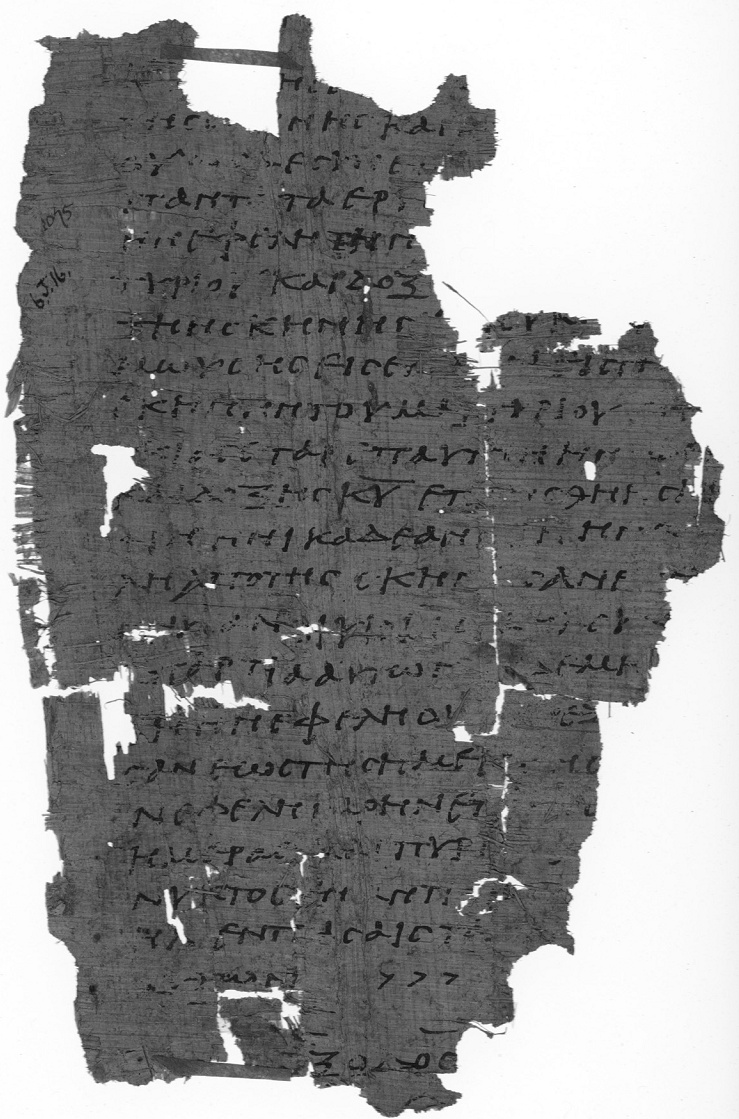
Papiro Oxirrinco 1075, un manuscrito del siglo III o IV d. C. que muestra parte del Éxodo 40 en griego

En la quinta lectura, Dios le dijo a Moisés que levantara el Tabernáculo, y Moisés hizo tal como Dios le había ordenado. 

### Sexta lectura: Éxodo 40:17–27
En la sexta lectura, fue el primer día del segundo año del Éxodo que Moisés erigió el Tabernáculo y sus muebles, tal como Dios se lo había ordenado a Moisés.

### Séptima lectura: Éxodo 40:28–38
En la séptima lectura, Moisés terminó la obra, y la nube cubrió la Tienda de la Reunión, y la Presencia de Dios llenó el Tabernáculo. Cuando la nube se levantaba del Tabernáculo, los israelitas partían, y cuando la nube no se levantaba, no partían.  Y la nube de Dios reposaba sobre el Tabernáculo de día, y fuego aparecía en ella de noche, durante los viajes de los israelitas.

### Lecturas según el ciclo trienal
Los judíos que leen la Torá según el ciclo trienal de lectura de la Torá pueden leer la parashá según un horario diferente.

## En la interpretación bíblica interna
La parashá tiene paralelos o se discute en estas fuentes bíblicas:

### Capítulos 25-39 del Éxodo
Este es el patrón de instrucción y construcción del Tabernáculo y sus muebles:

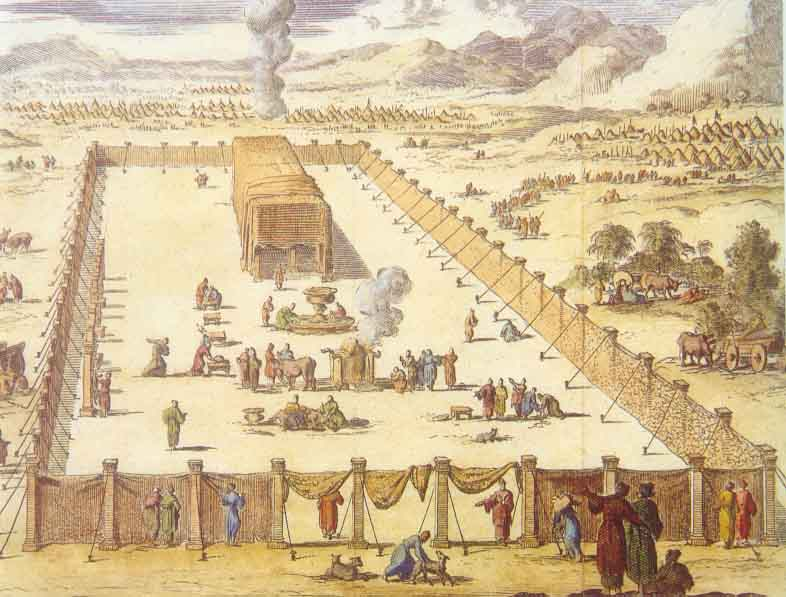
El Tabernáculo

| Item                     | Instrucción | Instrucción    | Construcción | Construcción      |
| Item                     | Orden       | Versículos     | Orden        | Versículos        |
| ------------------------ | ----------- | -------------- | ------------ | ----------------- |
| El Sabbath               | 16          | Éxodo 31:12–17 | 1            | Éxodo 35:1–3      |
| Contribuciones           | 1           | Éxodo 25:1–9   | 2            | Éxodo 35:4–29     |
| Artesanos                | 15          | Éxodo 31:1–11  | 3            | Éxodo 35:30–36:7  |
| Tabernáculo              | 5           | Éxodo 26:1–37  | 4            | Éxodo 36:8–38     |
| Arca                     | 2           | Éxodo 25:10–22 | 5            | Éxodo 37:1–9      |
| Mesa                     | 3           | Éxodo 25:23–30 | 6            | Éxodo 37:10–16    |
| Menorah                  | 4           | Éxodo 25:31–40 | 7            | Éxodo 37:17–24    |
| Altar de Incienso        | 11          | Éxodo 30:1–10  | 8            | Éxodo 37:25–28    |
| Aceite de unción         | 13          | Éxodo 30:22–33 | 9            | Éxodo 37:29       |
| Incienso                 | 14          | Éxodo 30:34–38 | 10           | Éxodo 37:29       |
| Altar del Sacrificio     | 6           | Éxodo 27:1–8   | 11           | Éxodo 38:1–7      |
| Lavatorio                | 12          | Éxodo 30:17–21 | 12           | Éxodo 38:8        |
| Tribunal del Tabernáculo | 7           | Éxodo 27:9–19  | 13           | Éxodo 38:9–20     |
| Vestimenta sacerdotal    | 9           | Éxodo 28:1–43  | 14           | Éxodo 39:1–31     |
| Ritual de ordenación     | 10          | Éxodo 29:1–46  | 15           | Levítico 8:1–9:24 |
| Lámparas                 | 8           | Éxodo 27:20–21 | 16           | Números 8:1–4     |

### Éxodo, capítulo 39
En 2 Crónicas 1:5-6 se informa de que el altar de bronce que construyó Bezalel, que trajeron a Moisés en Éxodo 39:39, todavía estaba en pie ante el Tabernáculo en tiempos de Salomón, y Salomón sacrificó mil holocaustos en él.

### Éxodo, capítulos 39-40
La historia sacerdotal del Tabernáculo en Éxodo 39-40 se hace eco de la historia sacerdotal de la creación en el Libro del Génesis 1:1-2:3. A medida que la historia de la creación se desarrolla en siete días, las instrucciones sobre el Tabernáculo se desarrollan en siete discursos. Tanto en el relato de la creación como en el del Tabernáculo, el texto señala la finalización de la tarea. Tanto en la creación como en el Tabernáculo, se ve que la obra realizada es buena.  Tanto en la creación como en el Tabernáculo, cuando el trabajo está terminado, Dios toma una acción en reconocimiento. Tanto en la creación como en el Tabernáculo, cuando se termina la obra, se invoca una bendición. Y tanto en la creación como en el Tabernáculo, Dios declara algo «santo».
| Versículos en el Génesis | Textos | Palabras en común             | Versículos en el Éxodo | Textos |
| ------------------------ | --- | ----------------------------- | ---------------------- | --- |
| 1:7, 16, 25              | 7Y Dios hizo (וַיַּעַשׂ) el firmamento, y separó las aguas que estaban debajo del firmamento de las aguas que estaban sobre el firmamento; y así fue... . 16Y Dios hizo (וַיַּעַשׂ) las dos grandes lumbreras: la lumbrera mayor para que dominara el día, y la lumbrera menor para que dominara la noche; y las estrellas... 25Y Dios hizo (וַיַּעַשׂ) los animales de la tierra según su género, y el ganado según su género, y todo lo que se arrastra sobre la tierra según su género; y vio Dios que era bueno. | Hizo hacer וַיַּעַשׂ וְעָשׂוּ וְעָשִׂיתָ    | 25:8, 10, 23, 31       | 8Y que me hagan (וְעָשׂוּ) un santuario, para que yo habite entre ellos... 10Y harán (וְעָשׂוּ) un arca de madera de acacia; su longitud será de dos codos y medio, su anchura de un codo y medio, y su altura de un codo y medio... 23Y harás (וְעָשִׂיתָ) una mesa de madera de acacia; su longitud será de dos codos, y su anchura de un codo, y su altura de un codo y medio... 31Y harás (וְעָשִׂיתָ) un candelabro de oro puro; el candelabro será hecho de oro batido; su base, su tallo, sus copas, sus botones y sus flores serán de una sola pieza con él. |
| 2:1–2                    | 1Y el cielo y la tierra fueron terminados (וַיְכֻלּוּ), y todo el ejército de ellos. 2Y en el séptimo día Dios terminó (וַיְכַל) la obra que había hecho, y reposó en el séptimo día de toda la obra que había hecho. | terminó וַיְכֻלּוּ וַיְכַל וַתֵּכֶל       | 39:32; 40:33           | 32Así se terminó (וַתֵּכֶל) toda la obra del tabernáculo de la tienda de reunión; e hicieron los hijos de Israel conforme a todo lo que el Señor había mandado a Moisés, así lo hicieron... 33Y levantó el atrio alrededor del tabernáculo y del altar, y puso el postín de la puerta del atrio. Así Moisés terminó (וַיְכַל) la obra. |
| 1:31                     | 31Y Dios vio (וַיַּרְא) todo lo que había hecho, y he aquí (וְהִנֵּה), era muy bueno. Y fue la tarde y fue la mañana, el sexto día. | vio ... he aquí וַיַּרְא ... וְהִנֵּה | 39:43                  | 43Y Moisés vio (וַיַּרְא) toda la obra, y he aquí (וְהִנֵּה), que la habían hecho tal como el Señor les había mandado; así la habían hecho. Y Moisés los bendijo. |
| 2:3                      | 3Y Dios bendijo (וַיְבָרֶךְ) el séptimo día, y lo santificó, porque en él descansó de toda la obra que Dios había hecho en la creación. | bendijo וַיְבָרֶךְ                 | 39:43                  | 43Y Moisés vio toda la obra, y he aquí que la habían hecho tal como el Señor había mandado; así la habían hecho. Y Moisés los bendijo (וַיְבָרֶךְ) . |

## En la interpretación no rabínica temprana
La parashá tiene paralelismos o se discute en estas fuentes no rabínicas tempranas:

### Éxodo, capítulo 38
Josefo enseñó que cuando los israelitas reunieron los materiales con gran diligencia, Moisés nombró arquitectos para supervisar las obras por mandato de Dios. Y estos eran los mismos que el pueblo habría elegido si se les hubiera permitido elegir: Bezalel, hijo de Uri, de la tribu de Judá, nieto de Miriam, hermana de Moisés, y Oholiab, hijo de Ahisamach, de la tribu de Dan.

## En la interpretación rabínica clásica
La parashá se analiza en estas fuentes rabínicas de la época de la Mishná y el Talmud:

### Éxodo, capítulo 38
El Midrash Tanḥuma enseñaba que Dios considera que estudiar la estructura del santuario es equivalente a reconstruirlo.
Al leer Éxodo 38:21, «Estos son los relatos del Tabernáculo», Rabí Tanḥuma citó Proverbios 28:20: «El hombre fiel será bendecido, pero el que se apresura a enriquecerse no quedará sin castigo». El rabino Tanḥuma enseñó que Dios siempre trae bendiciones a través de una persona íntegra, pero que quien no es fiel y «se apresura a enriquecerse no quedará sin castigo». El midrash enseñaba que «el hombre fiel» se refiere a Moisés, que era el confidente de Dios, como dice Números 12:7: «Mi siervo Moisés... es fiel en toda mi casa». Por eso, Salomón dijo en Proverbios 28:20: «El hombre fiel será colmado de bendiciones», porque Dios bendijo todo lo que Moisés supervisaba, debido a su honradez. Otra explicación de «hombre fiel» es que se refiere a Moisés, que fue nombrado tesorero de la obra del Tabernáculo. Pero los rabinos enseñaban: «No se debe nombrar a menos de dos personas para controlar las finanzas de una ciudad o comunidad», y el midrash preguntaba si Moisés no era el único responsable. El midrash respondió que, aunque Moisés era el único tesorero, llamaba a otros para que auditaran las cuentas. El midrash señaló que Éxodo 38:21 dice: «Estas son las cuentas del Tabernáculo», y no dice «que Moisés presentó», sino «que se presentaron según el mandamiento de Moisés». Por lo tanto, las cuentas fueron presentadas a través de Moisés, pero, como informa Éxodo 38:21, «por mano de Itamar» (lo que implica que Moisés mostró todas las cuentas a Itamar).

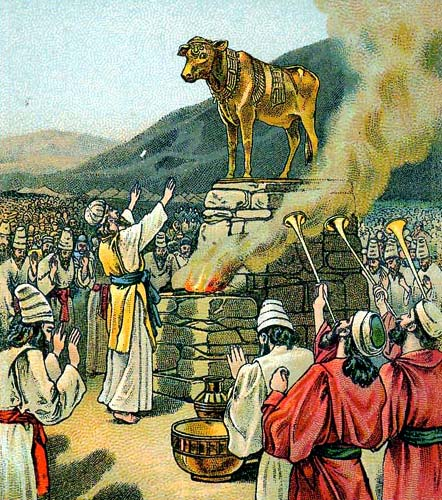
Adorando al becerro de oro (ilustración de una tarjeta bíblica publicada en 1901 por Providence Lithograph Company)

El rabino Simeón, hijo de Rabí Ismael, interpretó el término «el Tabernáculo del testimonio» en Éxodo 38:21 en el sentido de que el Tabernáculo era el testimonio de Dios ante todo el mundo de que había perdonado a Israel por haber fabricado el becerro de oro. El rabino Isaac lo explicó con una parábola. Un rey tomó por esposa a una mujer a la que amaba profundamente. Se enfadó con ella y la abandonó, y sus vecinos se burlaban de ella diciendo que él no volvería. Entonces el rey le envió un mensaje pidiéndole que preparara el palacio real y las camas, porque él volvería con ella tal día. Ese día, el rey regresó con ella y se reconcilió con ella, entró en su habitación y comió y bebió con ella. Al principio, sus vecinos no lo creyeron, pero cuando olieron las especias aromáticas, supieron que el rey había regresado. Del mismo modo, Dios amaba a Israel, llevó a los israelitas al Monte Sinaí y les dio la Torá, pero después de solo 40 días, pecaron con el becerro de oro. Las naciones paganas dijeron entonces que Dios no se reconciliaría con los israelitas. Pero cuando Moisés suplicó misericordia en su nombre, Dios los perdonó, como relata Números 14:20: «Y el Señor dijo: «He perdonado según tu palabra»». Moisés le dijo entonces a Dios que, aunque él personalmente estaba muy satisfecho de que Dios hubiera perdonado a Israel, le pedía que anunciara ese hecho a las naciones. Dios respondió que haría que su Shechinah morara en medio de ellos, y así dice Éxodo 25:8: «Y me harán un santuario, para que yo habite entre ellos». Y con esa señal, Dios quiso que todas las naciones supieran que había perdonado a los israelitas. Por eso, Éxodo 38:21 lo llama «el Tabernáculo del testimonio», porque el Tabernáculo era un testimonio de que Dios había perdonado los pecados de los israelitas. 

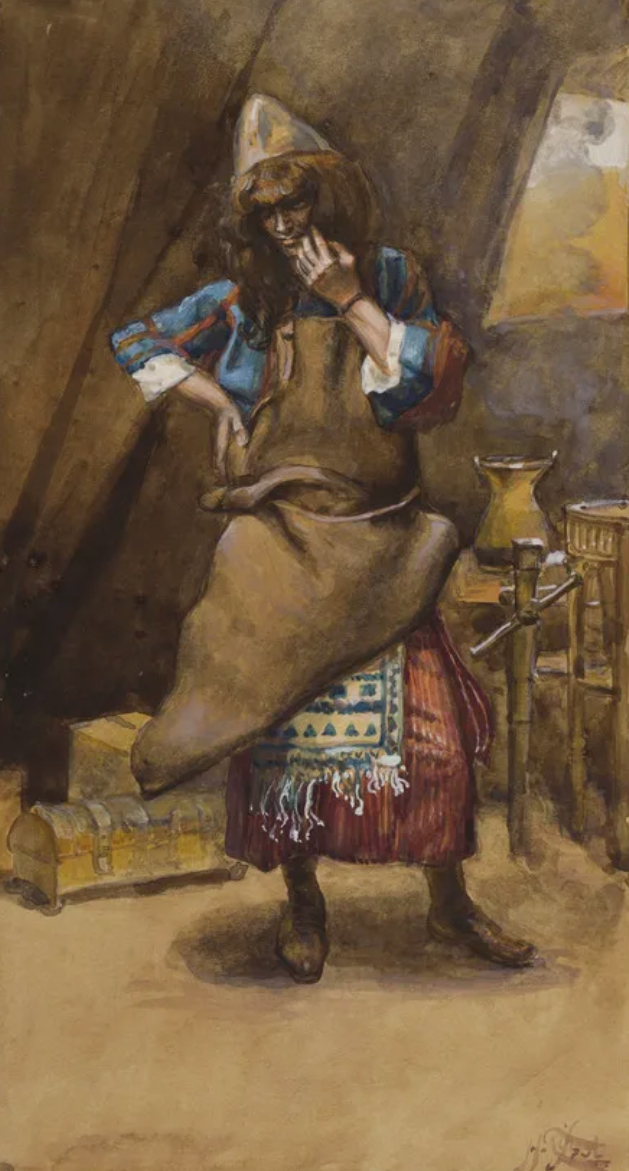
El orfebre (gouache sobre tabla, c. 1896-1902, de James Tissot)

El Talmud de Jerusalén relata que el rabino Tanḥuma enseñó en nombre de Rav Huna que incluso las cosas que Bezalel no oyó de Moisés las concibió por sí mismo exactamente como le fueron dichas a Moisés en el Sinaí. El rabino Tanḥuma dijo en nombre de Rav Huna que esto se puede deducir de las palabras de Éxodo 38:22: «Y Bezalel, hijo de Uri, hijo de Ḥur, de la tribu de Judá, hizo todo lo que el Señor mandó a Moisés». Porque Éxodo 38:22 no dice «que Moisés le ordenó», sino «que el Señor ordenó a Moisés». Y el Agadat Shir ha-Shirim enseñaba que Bezalel y Oholiab subieron al monte Sinaí, donde se les mostró el Santuario celestial.
Un midrash explicaba que Israel pecó con fuego al fabricar el becerro de oro, como dice Éxodo 32:24: «Y lo eché al fuego, y salió este becerro». Y entonces vino Bezalel y curó la herida (y la construcción del Tabernáculo expió los pecados del pueblo por haber hecho el becerro de oro). El midrash lo comparó con las palabras de Isaías 54:16: «He aquí que yo he creado al herrero que sopla el fuego de las brasas». El midrash enseñaba que Bezalel era el herrero que Dios había creado para enfrentarse al fuego. Y el midrash lo comparaba con el caso de un discípulo de un médico que aplicó un yeso a una herida y la curó. Cuando la gente comenzó a alabarlo, su maestro, el médico, dijo que debían alabar al médico, pues él había enseñado al discípulo. De manera similar, cuando todos decían que Bezalel había construido el Tabernáculo gracias a su conocimiento y comprensión, Dios dijo que era Él quien lo había creado y enseñado, como dice Isaías 54:16: «He aquí, yo he creado al herrero». Así dijo Moisés en Éxodo 35:30: «Véase, el Señor ha llamado por su nombre a Bezalel».
Éxodo 35:30 identifica al abuelo de Bezalel como Ḥur, quien, según dedujeron Rav o Samuel, era hijo de Miriam y Caleb. Un midrash explica que Éxodo 35:30 menciona a Hur porque, cuando los israelitas estaban a punto de adorar al becerro de oro, Hur arriesgó su vida por Dios para impedirlo y ellos lo mataron. Entonces Dios le aseguró a Ḥur que le recompensaría por su sacrificio. El midrash lo comparó con el caso de un rey cuyas legiones se rebelaron contra él, y su mariscal de campo luchó contra los rebeldes, cuestionando cómo se atrevían a rebelarse contra el rey. Al final, los rebeldes mataron al mariscal de campo. El rey razonó que si el mariscal de campo le hubiera dado dinero al rey, el rey habría tenido que recompensarlo. Por lo tanto, con mayor razón el rey tenía la obligación de recompensar al mariscal de campo cuando este dio su vida por él. El rey recompensó al mariscal de campo ordenando que todos sus descendientes varones se convirtieran en generales y oficiales. De manera similar, cuando Israel hizo el becerro de oro, Hur dio su vida por la gloria de Dios. Así, Dios le aseguró a Ḥur que daría a todos sus descendientes un gran nombre en el mundo. Y así, Éxodo 35:30 dice: «Véase, el Señor ha llamado por su nombre a Bezalel, hijo de Uri, hijo de Ḥur».
El rabino Joḥanan enseñó que Dios proclama tres cosas para sí mismo: hambruna, abundancia y un buen líder. 2 Reyes 8:1 muestra que Dios proclama la hambruna, cuando dice: «El Señor ha llamado a la hambruna». Ezequiel 36:29 muestra que Dios proclama la abundancia, cuando dice: «Llamaré al maíz y lo multiplicaré». Y Éxodo 31:1-2 muestra que Dios proclama un buen líder, cuando dice: «Y el Señor habló a Moisés, diciendo: «Ve, he llamado por nombre a Bezalel, hijo de Uri»». El rabino Isaac enseñó que no podemos nombrar a un líder para una comunidad sin consultar primero al pueblo, como dice Éxodo 35:30: «Y Moisés dijo a los hijos de Israel: «Ved, el Señor ha llamado por su nombre a Bezalel, hijo de Uri»». El rabino Isaac enseñó que Dios le preguntó a Moisés si consideraba a Bezalel adecuado. Moisés respondió que si Dios consideraba a Bezalel adecuado, seguramente Moisés también debía hacerlo. Dios le dijo a Moisés que, de todos modos, debía ir a consultar al pueblo. Moisés preguntó entonces a los israelitas si consideraban a Bezalel adecuado. Ellos respondieron que si Dios y Moisés consideraban a Bezalel adecuado, entonces seguramente ellos también debían hacerlo. El rabino Samuel bar Naḥmani dijo en nombre del rabino Joḥanan que Bezalel (בְּצַלְאֵל, cuyo nombre se puede leer בְּצֵל אֶל, «betzel El», «a la sombra de Dios») se llamaba así por su sabiduría. Cuando Dios le dijo a Moisés (en Éxodo 31:7) que le dijera a Bezalel que hiciera un tabernáculo, un arca y vasos, Moisés invirtió el orden y le dijo a Bezalel que hiciera un arca, vasos y un tabernáculo. Bezalel respondió a Moisés que, por regla general, primero se construye una casa y luego se llevan los vasos a ella, pero Moisés le ordenó que hiciera un arca, vasos y un tabernáculo. Bezalel preguntó dónde pondría los utensilios. Y Bezalel preguntó si Dios le había dicho a Moisés que hiciera un tabernáculo, un arca y utensilios. Moisés respondió que tal vez Bezalel había estado a la sombra de Dios (בְּצֵל אֶל, «betzel El») y así lo había sabido. Rav Judá enseñó en nombre de Rav que Éxodo 35:31 indicaba que Dios dotó a Bezalel del mismo atributo que utilizó para crear el universo. Rav Judá dijo en nombre de Rav que Bezalel sabía cómo combinar las letras con las que Dios creó los cielos y la tierra. Porque Éxodo 35:31 dice (sobre Bezalel): «Y lo llenó de espíritu de Dios, de sabiduría, de inteligencia y de conocimiento», y Proverbios 3:19 dice (sobre la creación): «El Señor fundó la tierra con sabiduría, y con inteligencia estableció los cielos», y Proverbios 3:20 dice: «Con su conocimiento se rompieron las profundidades».

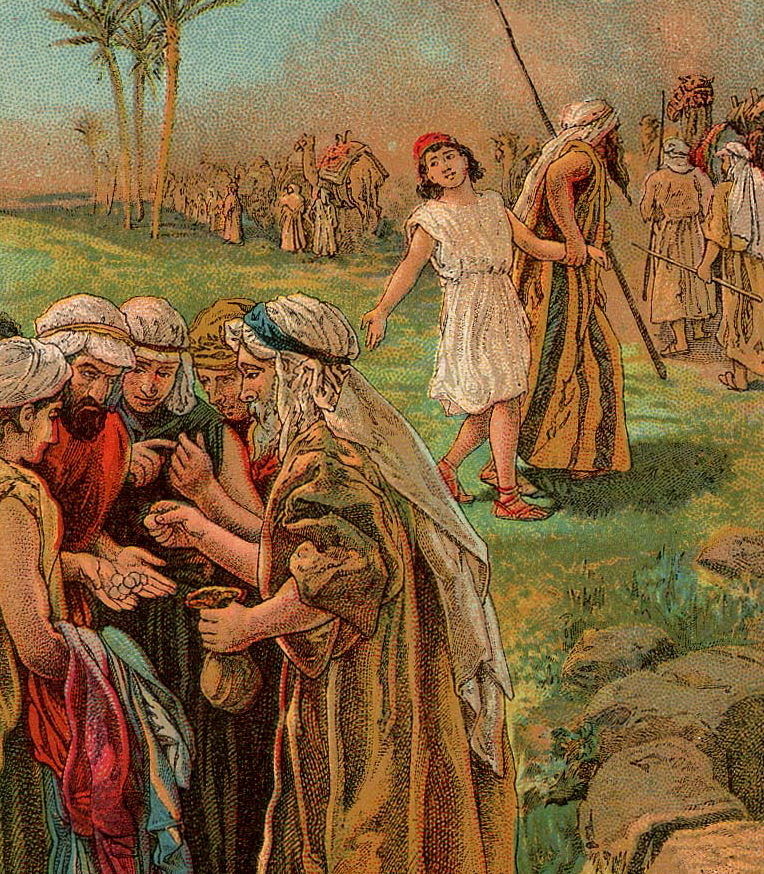
José vendido por sus hermanos (ilustración de una tarjeta bíblica publicada en 1907 por Providence Lithograph Company)

Haciendo los cálculos que implican Éxodo 36:4, Éxodo 38:22, Josué 14:7 y 1 Crónicas 2:19-20, la Gemara dedujo que en generaciones anteriores, un niño de ocho años podía tener hijos. Éxodo 38:22 relata que «Bezalel, hijo de Uri, hijo de Hur, de la tribu de Judá, hizo todo lo que el Señor había mandado a Moisés», cuando construyeron el Tabernáculo. Y 1 Crónicas 2:19-20 informa que Caleb engendró a Hur, quien engendró a Uri, quien engendró a Bezalel. Éxodo 36:4 informa que «los hombres sabios... hicieron toda la obra del Santuario», por lo que Bezalel debía tener al menos 13 años para ser un hombre cuando trabajó en el Tabernáculo. Una baraita enseñaba que Moisés construyó el Tabernáculo en el primer año después del Éxodo, y en el segundo lo erigió y envió a los espías, por lo que la Guemará dedujo que Bezalel debía tener al menos 14 años cuando Moisés envió a los espías, el año después de que Bezalel trabajara en el Tabernáculo. Y Josué 14:7 informa que Caleb dijo que tenía 40 años cuando Moisés lo envió a espiar la tierra. Así, la Guemará dedujo que Caleb era solo 26 años mayor que su bisnieto Bezalel. Restando dos años por los tres embarazos necesarios para crear las tres generaciones intermedias, la Guemará concluyó que Caleb, Hur y Uri debían haber concebido a sus hijos a la edad de ocho años.
El rabino Judá ben Simón enseñó que Dios exigía a cada uno de los israelitas que entregara medio siclo (tal y como se recoge en Éxodo 38:26) porque (tal y como se recoge en Génesis 37:28) sus antepasados habían vendido a José a los ismaelitas por veinte siclos.
El Talmud de Jerusalén relata que el funcionario romano Antígono, al leer el relato de Éxodo 38:26 sobre la cantidad de plata que los israelitas utilizaron en el Tabernáculo, le dijo a Rabán Yohanan ben Zakkai que Moisés era un ladrón o que era malo calculando. Pero Joḥanan ben Zakkai hizo los cálculos e insistió en que Moisés era un tesorero digno de confianza y un experto en computación.

### Éxodo capítulo 39
Un midrash señaló que la sección que relata la construcción del Tabernáculo en Parashat Pekudei, en la que, comenzando con Éxodo 39:1, casi todos los párrafos concluyen con «Tal como el Señor ordenó a Moisés», va seguido de Levítico 1:1: «Y el Señor llamó a Moisés». El midrash comparó esto con el caso de un rey que ordenó a su siervo que le construyera un palacio. En todo lo que construía, el siervo escribía el nombre del rey. El siervo escribió el nombre del rey en las paredes, en los pilares y en las vigas del techo. Después de algún tiempo, el rey entró en el palacio y en todo lo que veía encontraba su nombre. El rey pensó que el siervo le había hecho todo este honor y, sin embargo, el siervo permanecía fuera. Así que el rey llamó al siervo para que entrara. Del mismo modo, cuando Dios ordenó a Moisés que le construyera un tabernáculo, Moisés escribió en todo lo que hizo «Como el Señor ordenó a Moisés». Dios pensó que Moisés le había hecho todo este honor y, sin embargo, Moisés permanecía fuera. Así que Dios llamó a Moisés para que entrara en la parte más recóndita del tabernáculo. Por lo tanto, Levítico 1:1 dice: «Y el Señor llamó a Moisés». El rabino Samuel bar Naḥman dijo en nombre del rabino Nathan que «como el Señor ordenó» está escrito 18 veces en la sección que relata la construcción del Tabernáculo en Parashat Pekudei, lo que corresponde a las 18 vértebras de la columna vertebral. Del mismo modo, los Sabios instituyeron 18 bendiciones de la oración Amidah, correspondientes a las 18 menciones del Nombre Divino en la lectura del Shema, y también en el Salmo 29. El rabino Ḥiyya bar Abba enseñó que las 18 veces que aparece la palabra «mandamiento» se cuentan solo desde Éxodo 38:23, «Y con él estaba Oholiab, hijo de Ahisamach, de la tribu de Dan», hasta el final del Libro del Éxodo.

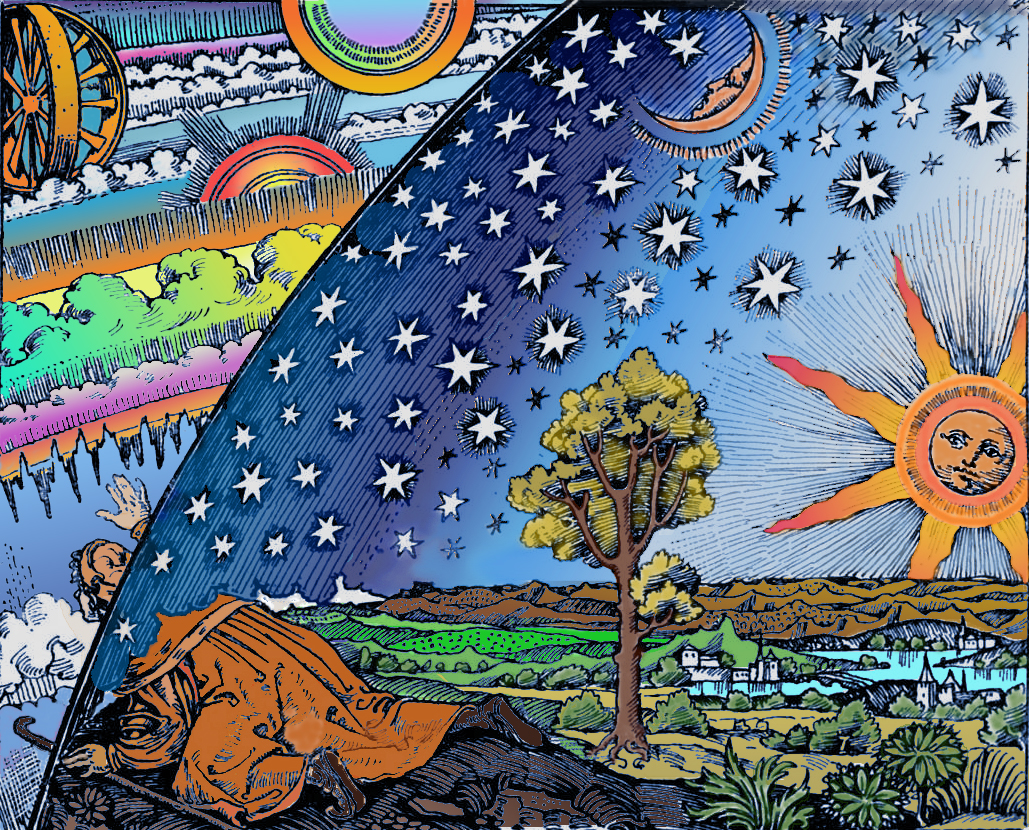
El firmamento (ilustración de Camille Flammarion en su obra de 1888 L'atmosphère: météorologie populaire)

El Talmud de Jerusalén informó que el rabino Judá ben Pazi señaló que una palabra similar aparece tanto en Génesis 1:6 —donde רָקִיעַ, «rakya», se traduce como «firmamento»— como en Éxodo 39:3 —donde וַיְרַקְּעוּ, «vayraku», se traduce como «y aplanaron». Así, dedujo del uso en Éxodo 39:3 que Génesis 1:6 enseñaba que en el segundo día de la creación, Dios extendió los cielos como un paño. O el rabino Judá ben Simón dedujo de Éxodo 39:3 que Génesis 1:6 significaba «que se haga un revestimiento para el firmamento».
Los rabinos enseñaron en una baraita que la túnica (מְעִיל, me'il) mencionada en Éxodo 28:4 era completamente de turquesa (תְּכֵלֶת, techelet), como dice Éxodo 39:22: «E hizo la túnica del efod de tejido, toda de turquesa». Hicieron los bordes de lana turquesa, púrpura y carmesí, entretejidos y con forma de granadas que aún no habían abierto (como las granadas maduras que se abren ligeramente) y con forma de los conos de los cascos de los niños. Se colgaron setenta y dos campanillas con setenta y dos lengüetas en la túnica, treinta y seis a cada lado (delante y detrás). El rabino Dosa (u otros dicen, Judá el Príncipe) dijo en nombre del rabino Judá que había 36 campanas en total, 18 a cada lado.
Una baraita enseñaba que el sumo sacerdote llevaba su mitra de manera que se le veía el pelo entre la placa frontal y la mitra descrita en Éxodo 39:30-31.
La Pesikta Rabbati enseñaba que cuando los israelitas se quejaban continuamente, Dios les pidió que construyeran el Tabernáculo, para que estuvieran demasiado ocupados para quejarse. Pero cuando, como relata Éxodo 39:32, todo el trabajo del Tabernáculo estuvo terminado, Dios exclamó: «¡Ay de mí! Ha terminado!»
Al leer Éxodo 39:33, «sus ganchos, sus marcos, sus barras, sus pilares y sus bases», el rabino Yose, hijo del rabino Bun, enseñó que la gente podía ver los ganchos del Tabernáculo desde dentro, y que parecían estrellas en el firmamento.

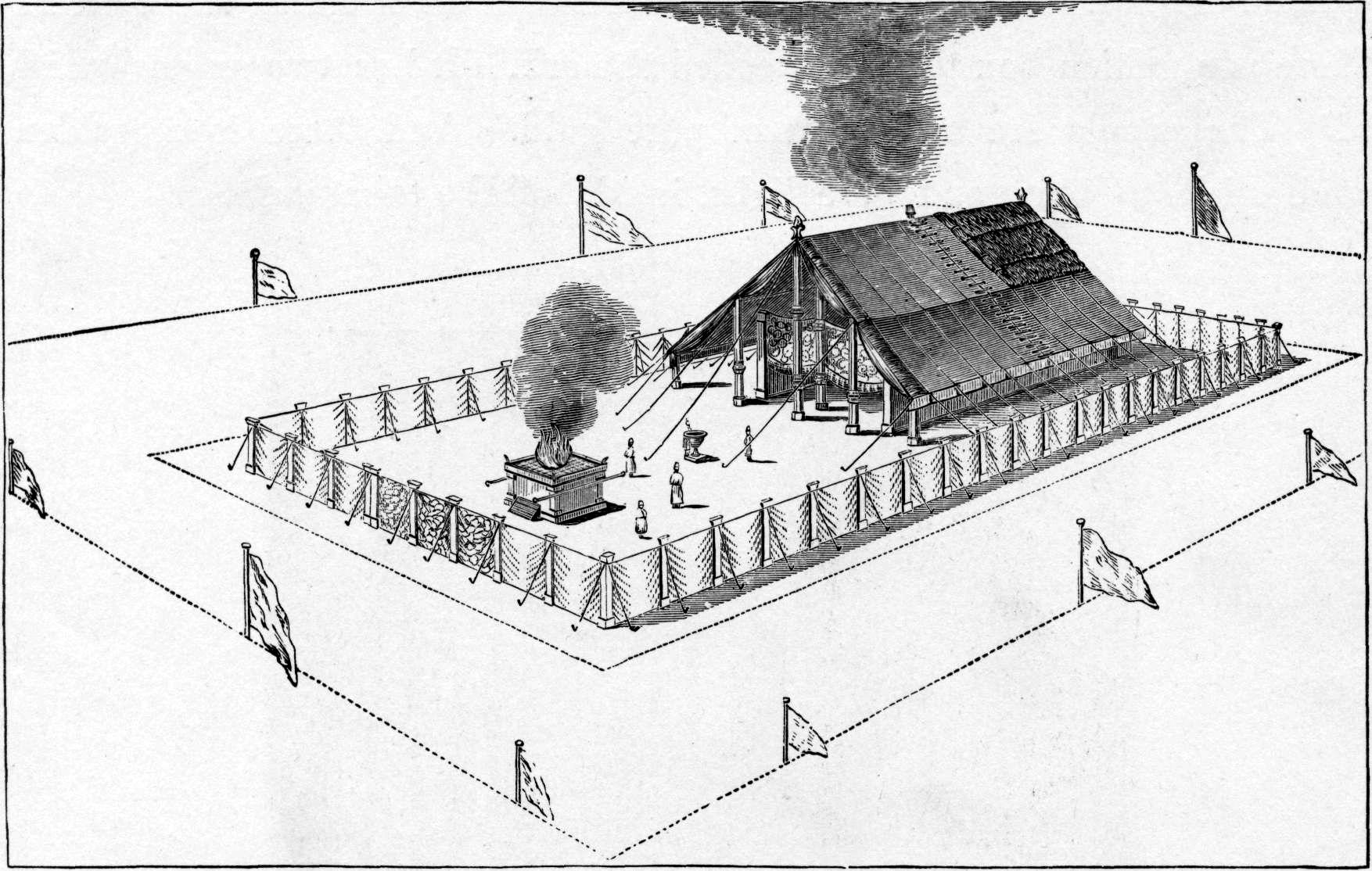
El tabernáculo que construyeron los israelitas (ilustración de la obra de 1897 «Bible Pictures and What They Teach Us», de Charles Foster)

Al leer Éxodo 39:33, «y trajeron el Tabernáculo», un midrash enseñaba que el día en que se levantó el Tabernáculo, los israelitas se regocijaron mucho porque Dios moraba entonces en medio de ellos. Y el pueblo cantaba las palabras del Cantar de los Cantares 3:11: «Salid, hijas de Sión, y mirad al rey Salomón, con la corona con que le coronó su madre el día de su bodas, el día de la alegría de su corazón». «Oh, hijas de Sión» eran los hijos que se distinguían como hijos de Dios entre los pueblos. «Y contemplad al rey Salomón» significaba «contemplad al rey al que pertenece toda la paz» (leyendo el nombre Salomón como un juego de palabras con «su paz»), es decir, al Rey de reyes, Dios. «Sobre la corona con que le coronó su madre» se refería al Tabernáculo, que se llamaba corona porque, al igual que una corona tiene hermosos diseños, también el Tabernáculo estaba bellamente diseñado. «En el día de sus bodas» se refería al Sinaí (en la Revelación). «Y en el día de la alegría de su corazón» se refería a Jerusalén (cuando Dios hizo que su presencia morara en el Templo de Jerusalén). Según otra explicación, «el día de sus bodas» era el día en que Dios estaba con Israel en el Mar Rojo, y «el día de la alegría de su corazón» era cuando la presencia de Dios moraba en la Tienda de la Reunión. Y según otra explicación, «el día de sus bodas» fue en el Tabernáculo, y «el día de la alegría de su corazón» fue en el Templo (cuando fueron erigidos).
En la Tosefta, Rabí Meir que cuando, según relata Éxodo 39:43, Moisés vio toda la obra del Tabernáculo y las vestiduras sacerdotales que los israelitas habían hecho, «Moisés los bendijo» con la bendición de Deuteronomio 1:11, diciendo: «El Señor, Dios de vuestros padres, os haga mil veces más que vosotros, y os bendiga, como Dios os ha prometido».

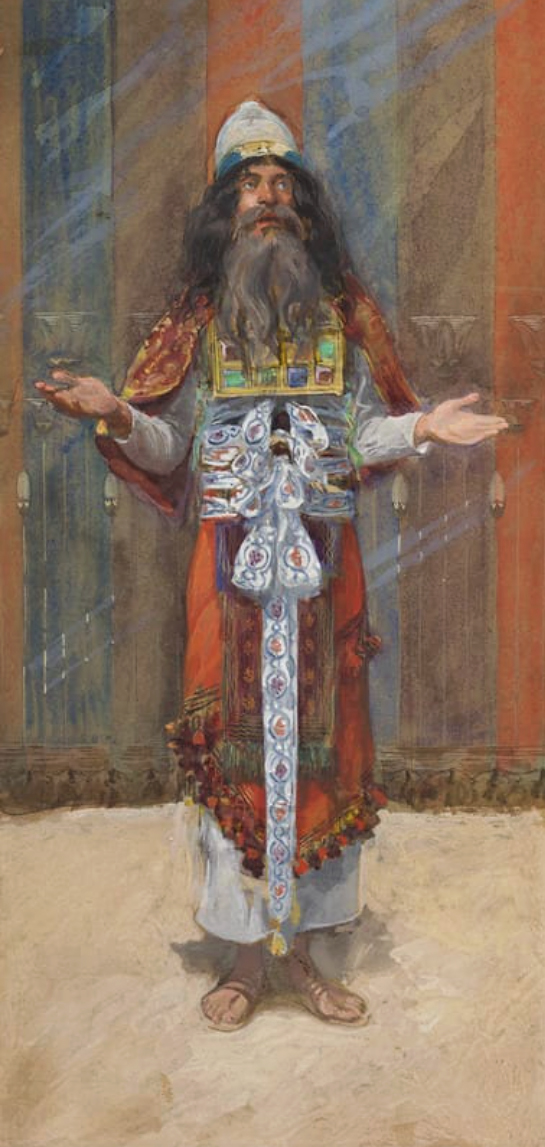
El traje del sumo sacerdote, gouache sobre tabla, c. 1896-1902, de James Jacques Joseph Tissot (francés, 1836-1902)

### Éxodo, capítulo 40
Un midrash enseñaba que las vestiduras sacerdotales de las que hablaba Dios en Éxodo 40:13 eran, en realidad, las vestiduras por las que Jacob rezó en Betel en Génesis 28:20. El midrash enseñaba que Jacob no pidió simplemente comida y vestiduras, sino que Dios le prometiera estar con él y construir el mundo a partir de él. Y Jacob sabría que Dios estaba con él y lo protegía cuando Dios levantara de él hijos que serían sacerdotes, que comerían del pan de la proposición y se vestirían con las vestiduras sacerdotales. El midrash interpretaba las palabras de Génesis 28:20, «pan para comer», como una referencia al pan de la proposición, y «vestiduras para vestir» como una referencia a las vestiduras sacerdotales, ya que Éxodo 40:13 dice: «Y vestirás a Aarón con las vestiduras sagradas».
Un midrash enseñaba que había muchos sabios allí, pero tuvieron que acudir a Moisés, porque no podían erigir el Tabernáculo por sí mismos. Moisés los superaba a todos en habilidad, como dijo Salomón en Proverbios 31:29: «Muchas hijas han hecho valientemente, pero tú las superas a todas». Así que cada uno de los sabios tomó una pieza terminada y se presentó ante Moisés para entregarle las tablas, las barras y todas las piezas. Tan pronto como Moisés vio las piezas, el Espíritu Santo se posó sobre él y levantó el Tabernáculo. El midrash aclaraba que Moisés no lo levantó por sí mismo, ya que se realizaron milagros con él y se levantó por sí solo, pues Éxodo 40:17 dice (en voz pasiva): «El Tabernáculo se levantó». Y el midrash enseñaba que el Templo de Salomón también se construyó por sí solo.  De manera similar, señalando que Éxodo 40:17 informa que «el Tabernáculo se levantó», usando la voz pasiva, otro midrash cuenta que cuando en Éxodo 40:1-2 Dios le dijo a Moisés que levantara el Tabernáculo, Moisés protestó diciendo que no sabía cómo hacerlo. Entonces Dios le dijo a Moisés que comenzara a trabajar con sus manos y que hiciera un espectáculo de montarlo, y el Tabernáculo se levantaría por sí solo. Pero Dios le aseguró a Moisés que Él registraría que Moisés lo había levantado, como informa Éxodo 40:18: «Moisés levantó el Tabernáculo».
Rav Havivi (u otros dicen que Rav Assi de Hozna'ah) dedujo de las palabras «Y sucedió en el primer mes del segundo año, el primer día del mes», en Éxodo 40:17, que el Tabernáculo se erigió el primer día de Nisan. Con referencia a esto, un Tanna enseñó que el primer día de Nisán tomó diez coronas de distinción en virtud de los diez acontecimientos trascendentales que ocurrieron ese día. El primer día de Nisán fue: (1) el primer día de la Creación, (2) el primer día de las ofrendas de los príncipes, (3) el primer día para que el sacerdocio hiciera las ofrendas sacrificiales, (4) el primer día para el sacrificio público, (5) el primer día para el descenso del fuego del cielo, (6) el primero en que los sacerdotes comieron alimentos sagrados en el área sagrada, (7) el primero en que la Shejiná habitó en Israel, (8) el primero en que se impartió la Bendición sacerdotal de Israel, (9) el primero para la prohibición de los lugares altos y (10) el primero de los meses del año.

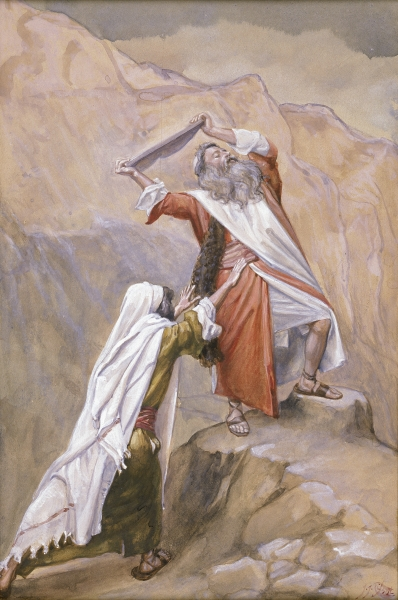
Moisés destruye las tablas de los Diez Mandamientos (gouache sobre tabla, c. 1896-1902, de James Tissot)

## En la interpretación judía medieval
La parashá se analiza en estas fuentes judías medievales:

### Éxodo, capítulo 38
Baḥya ben Asher enseñó que, al igual que Dios empleó dos atributos distintos —el de la justicia y el de la misericordia— al crear el universo, el Tabernáculo fue construido principalmente por dos artesanos distintos —Bezalel y Oholiab—, tal y como se relata en Éxodo 38:22-23. Bezalel era de la tribu de Judá, que representaba el atributo de la misericordia, y Oholiab era de la tribu de Dan (דָן), que representaba el atributo de la justicia (דִּין, «din»).

## En la interpretación moderna
La parashá se analiza en estas fuentes modernas:

### Éxodo, capítulo 38
Éxodo 38:24 informa que Bezalel y Oholiab utilizaron aproximadamente una tonelada de oro para construir el Tabernáculo. Según una estimación, el metal enumerado en Éxodo 38:24-29 ascendía a 2210 libras de oro, 7601 libras de plata y 5350 libras de cobre. En comparación, una inscripción de Bubastis informa que el rey Osorkon I del Antiguo Egipto dedicó más de 391 toneladas de objetos de oro y plata a los templos egipcios durante los primeros cuatro años de su reinado. Esta tabla traduce las unidades de peso utilizadas en la Biblia:
| Unidad               | Textos                                                            | Equivalencia antigua   | Equivalencia moderna |
| -------------------- | ----------------------------------------------------------------- | ---------------------- | -------------------- |
| gerah (גֵּרָה)          | Éxodo 30:13; Levítico 27:25; Númberos 3:47; 18:16; Ezequiel 45:12 | 1/20 shekel            | 0,2 oz               |
| bekah (בֶּקַע)          | Génesis 24:22; Éxodo 38:26                                        | 10 gerahs; half shekel | 0,2 oz               |
| pim (פִים)            | 1 Samuel 13:21                                                    | 2/3 shekel             | 0,3 oz               |
| shekel (שֶּׁקֶל)         | Éxodo 21:32; 30:13, 15, 24; 38:24, 25, 26, 29                     | 20 gerahs; 2 bekahs    | 0,4 oz               |
| mina (maneh, מָּנֶה)    | 1 Kings 10:17; Ezekiel 45:12; Esdras 2:69; Nehemías 7:70          | 50 shekels             | 1,3 lb               |
| talento (kikar, כִּכָּר) | Éxodo 25:39; 37:24; 38:24, 25, 27, 29                             | 3000 shekels; 60 minas | 79,4 lb              |

### Éxodo, capítulo 39

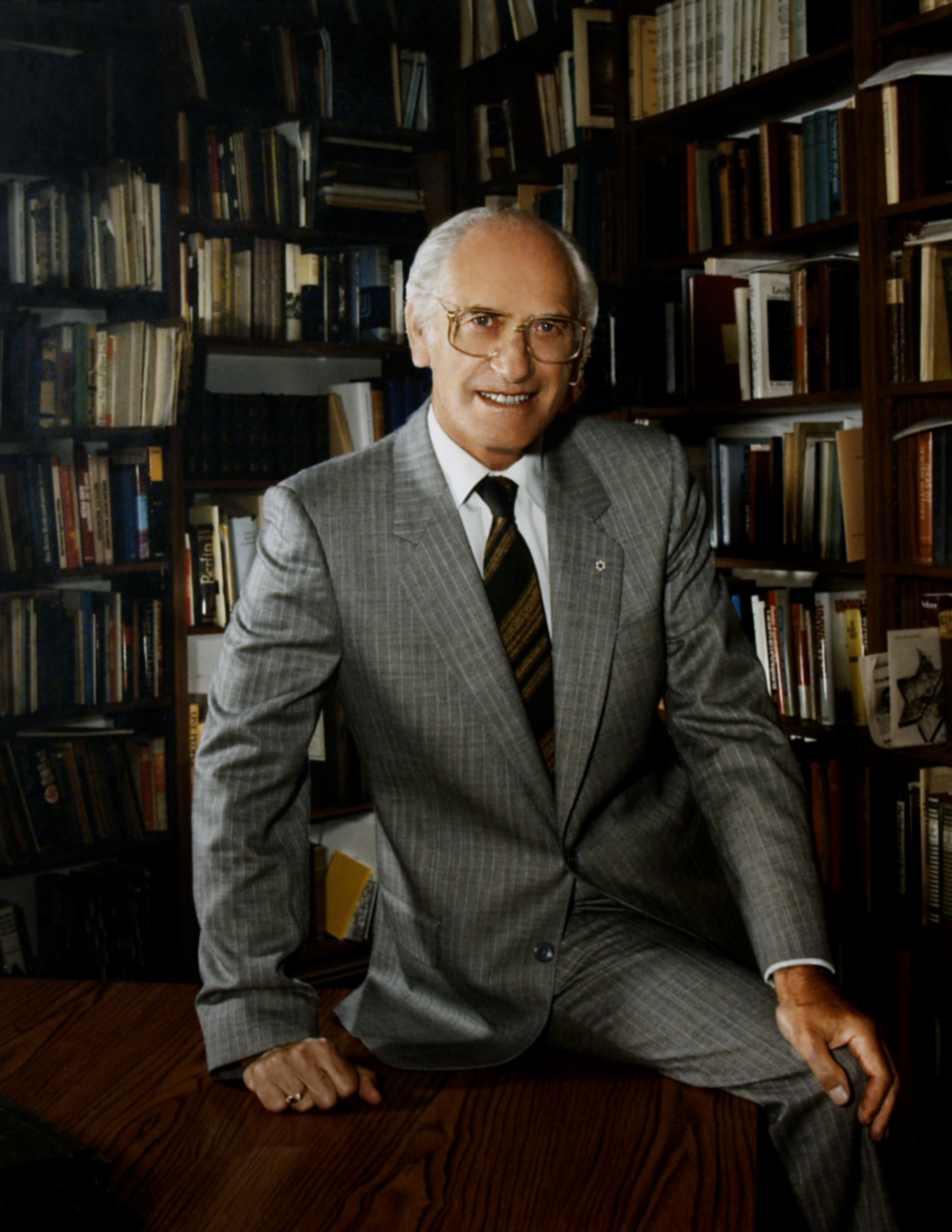
Plaut

Nótese la yuxtaposición de los dos términos «Tabernáculo» (מִשְׁכַּן, Mishkan) y «Tienda de la Reunión» (אֹהֶל מוֹעֵד, Ohel Mo'ed) en Éxodo 39:32, 40; 40: 2, 6, 29; Umberto Cassuto escribió que las dos expresiones sinónimas se yuxtaponen para enfatizar la solemnidad formal de la declaración del final formal del relato de la construcción del Tabernáculo. Nahum Sarna escribió que la combinación de los dos términos distintos para el santuario expresa en conjunto su doble función como símbolo de la presencia divina en el campamento de Israel y como lugar de comunicación entre Dios y Moisés. Gunther Plaut concluyó que los dos términos probablemente reflejan dos tradiciones, una que utiliza el término «Tabernáculo» (מִשְׁכַּן, «Mishkan») y la otra el término «Tienda» (אֹהֶל, «Ohel»). Plaut informó de que la escuela de Julius Wellhausen consideraba que la tradición de la «tienda» era la más antigua y que los pasajes del «tabernáculo» eran retroproyecciones de la fuente sacerdotal y, por lo tanto, en gran medida ajenos a la historia. Plaut informó de que otra teoría atribuía el Arca y el Tabernáculo a una fuente norte y la Tienda de la Reunión a una fuente sur y sostenía que David, al colocar el Arca en la Tienda en 2 Samuel 6:17, unió las tribus y las tradiciones y que, a partir de entonces, se acuñó el término «Tabernáculo de la Tienda de la Reunión» 
(מִשְׁכַּן אֹהֶל מוֹעֵד, Mishkan Ohel Mo-ed) fue acuñado.

### Éxodo, capítulo 40
Moshe Greenberg escribió que se puede ver toda la historia del Éxodo como «el movimiento de la manifestación ardiente de la presencia divina». De manera similar, William Propp identificó el fuego (אֵשׁ, «esh») como el medio en el que Dios aparece en el plano terrenal: en la zarza ardiente de Éxodo 3:2, la columna de nube de Éxodo 13:21-22 y 14:24, en la cima del monte Sinaí en Éxodo 19:18 y 24:17, y sobre el Tabernáculo en Éxodo 40:38.
Everett Fox señaló que «gloria» (כְּבוֹד, «kevod») y «terquedad» (כָּבֵד לֵב, «kaved lev») son palabras clave a lo largo del libro del Éxodo que le dan un sentido de unidad. De manera similar, Propp identificó la raíz «kvd», que connota pesadez, gloria, riqueza y firmeza, como un tema recurrente en el Éxodo: Moisés sufrió de boca pesada en Éxodo 4:10 y de brazos pesados en Éxodo 17:12; el faraón tenía firmeza de corazón en Éxodo 7:14; 8:11, 28; 9:7, 34; y 10:1; el faraón hizo pesada la labor de Israel en Éxodo 5: 9; Dios, en respuesta, envió plagas pesadas en Éxodo 8:20; 9:3, 18, 24; y 10:14, para que Dios fuera glorificado sobre el faraón en Éxodo 14:4, 17 y 18; y el libro culmina con el descenso de la gloria ardiente de Dios, descrita como una «nube pesada», primero sobre el Sinaí y más tarde sobre el Tabernáculo en Éxodo 19:16; 24:16-17; 29:43; 33:18, 22; y 40:34-38.

## Mandamientos
Según Maimónides y Sefer ha-Chinuch, no hay mandamientos en la parashá.

## En la liturgia
Un midrash enseña que el día en que Moisés completó la construcción del Tabernáculo (según se relata en Éxodo 40:33), compuso el Salmo 91, que los judíos leen en la sección «Pesukei D'Zimrah» del «Shajarit» matutino servicio de oración matutina.

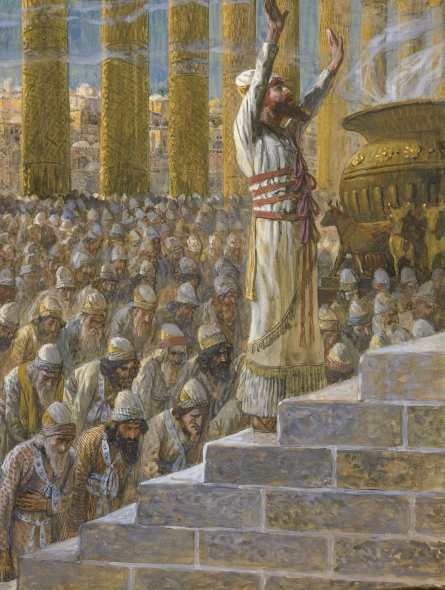
Salomón consagra el templo de Jerusalén (gouache sobre tabla, c. 1896-1902, de James Tissot)

## Haftará

### General
La haftará para la parashá cuando no hay un sabbat especial es:
- para los judíos sefardíes: 1 Reyes 7:40-50
- para los judíos ashkenazíes: 1 Reyes 7:51-8:21

#### Sefardíes—1 Reyes 7:40-50
Tanto la parashá como la haftará en 1 Reyes 7:40–50 relatan la construcción del lugar sagrado por parte del líder: Moisés erigiendo el Tabernáculo en la parashá, y Salomón construyendo el Templo en Jerusalén en la haftará. Tanto la parashá como la haftará relatan que los constructores terminaron la obra: «Moisés terminó la obra» (וַיְכַל מֹשֶׁה, אֶת-הַמְּלָאכָה, vayechal Mosheh et ha-melachah) en Éxodo 40:33, y «así Hiram terminó toda la obra» (וַיְכַל חִירָם, לַעֲשׂוֹת אֶת-כָּל-הַמְּלָאכָה, vayechal Chiram la'asot et kol ha-melachah) en 1 Reyes 7:40.

#### Ashkenazi—1 Reyes 7:51–8:21
De manera similar, tanto la parashá como la haftará en 1 Reyes 7:51–8:21 relatan la finalización del trabajo de los líderes: «Moisés terminó la obra» (וַיְכַל מֹשֶׁה, אֶת-הַמְּלָאכָה, vayechal Mosheh et ha-melachah) en Éxodo 40:33, y «toda la obra que el rey Salomón había hecho . . . se terminó» (וַתִּשְׁלַם, כָּל-הַמְּלָאכָה, אֲשֶׁר עָשָׂה הַמֶּלֶךְ שְׁלֹמֹה, vatishlam kol ha-melachah asher asah ha-melech Shlomoh) en 1 Reyes 7:51. Y tanto en la parashá como en la haftará, una nube y la Presencia del Señor llenan el Santuario, lo que indica la aprobación de Dios.

### Parashat Vayakhel–Pekudei
Cuando la Parashat Vayakhel se combina con la Parashat Pekudei y no hay un sabbat especial, la haftará es:
- para los judíos ashkenazíes: 1 Reyes 7:51–8:21
- para los judíos sefardíes: 1 Reyes 7:40–50

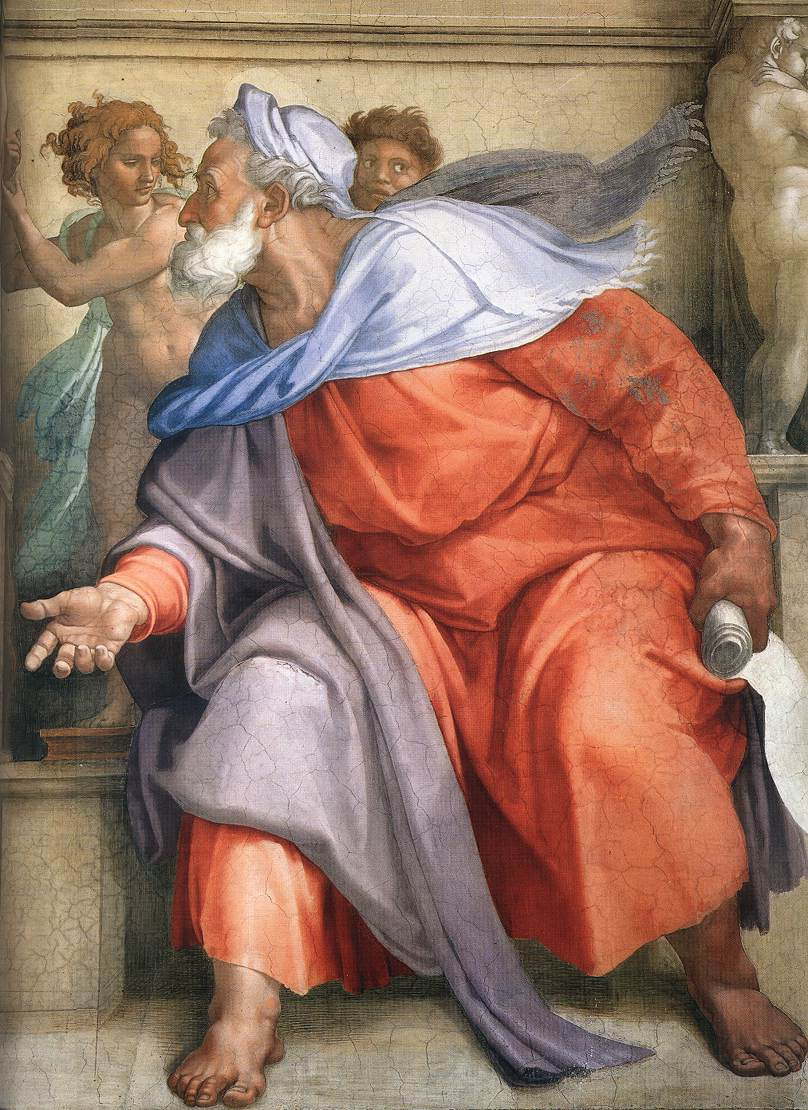
Ezekiel (Capilla Sixtina fresco del techo de Miguel Ángel, 1510)

#### En Shabat HaChodesh
Cuando la parashá coincide con Shabat HaChodesh («Sábado [del] mes», el sábado especial que precede al mes hebreo de Nissan), como ocurre en 2025, 2026, 2028, 2031, 2034, 2037, 2040, 2044, 2045, 2047 y 2048, la haftará es:
- para los judíos ashkenazíes: Ezequiel 45:16–46:18.
- para los judíos sefardíes: Ezequiel 45:18–46:15.

En Shabat HaChodesh, los judíos leen Éxodo 12:1-20, en el que Dios ordena que «Este mes (Nisán) será el principio de los meses; será el primer mes del año», y en el que Dios dio los mandamientos de la Pascua.  De manera similar, la haftará en Ezequiel 45:21–25 habla de la Pascua. Tanto en la parashá como en la haftará, Dios ordena a los israelitas que untaran sangre en los postes de las puertas.

#### En Shabat Parah
Cuando la parashá coincide con el Shabat Parah (el sabbat especial anterior a la Pascua, como ocurre en 2029, 2032, 2036, 2039 y 2042), la haftará es:
- para los judíos ashkenazíes: Ezequiel 36:16-38.
- para los judíos sefardíes: Ezequiel 36:16-36.

En Shabat Pará, el sábado de la vaca roja, los judíos leen Números 19:1-22, que describe los ritos de purificación con la vaca roja (פָרָה אֲדֻמָּה, «pará adumá»). De manera similar, la haftará en Ezequiel 36 también describe la purificación. Tanto en la lectura especial como en la haftará de Ezequiel 36, el agua rociada limpiaba a los israelitas.

### En Shabat Shekalim
Cuando la parashá coincide con el sábado especial Shabat Shekalim (como ocurre en 2035), la haftará es 2 Reyes 12:1-17.

### En Shabat Rosh Jodesh
Cuando la parashá coincide con el Shabat Rosh Jodesh, la haftará es Isaías 66:1-24.

### Bíblica
- Psalms 78:5 (testimony); 93:5 (God's holy place); and 133:2 (anointing Aaron).

### Primitivo no rabínico
- Filón de Alejandría. Who Is the Heir of Divine Things? 26:131. Alejandría, Egypt, early 1st Century CE. In, e.g., The Works of Philo: Complete and Unabridged, New Updated Edition. Translated by Charles Duke Yonge, 287. Peabody, Massachusetts: Hendrickson Publishers, 1993.
- Josephus, Antiquities of the Jews 3:6:1–10:1. Circa 93–94. In, e.g., The Works of Josephus: Complete and Unabridged, New Updated Edition. Translated by William Whiston, 85–95. Peabody, Massachusetts: Hendrickson Publishers, 1987.

### Medieval
- Bede. Of the Tabernacle and Its Vessels, and of the Priestly Vestments. Monkwearmouth, England, 720s. In Bede: On the Tabernacle. Translated with notes and introduction by Arthur G. Holder. Liverpool: Liverpool University Press, 1994.
- Exodus Rabbah 51:1–52:5. 10th Century. 10th Century. In, e.g., Midrash Rabbah: Exodus. Translated by Simon M. Lehrman, 3:562–81. London: Soncino Press, 1939.

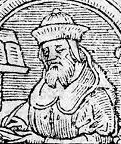
Rashi

- Rashi. Commentary. Exodus 38–40. Troyes, France, late 11th Century. In, e.g., Rashi. The Torah: With Rashi's Commentary Translated, Annotated, and Elucidated. Translated and annotated by Yisrael Isser Zvi Herczeg, volume 2, pages 507–24. Brooklyn: Mesorah Publications, 1994.
- Rashbam. Commentary on the Torah. Troyes, early 12th century. In, e.g., Rashbam's Commentary on Exodus: An Annotated Translation. Edited and translated by Martin I. Lockshin, pages 431–38. Atlanta: Scholars Press, 1997.
- Judah Halevi. Kuzari. 3:23. Toledo, Spain, 1130–1140. In, e.g., Jehuda Halevi. Kuzari: An Argument for the Faith of Israel. Introduction by Henry Slonimsky, page 162. New York: Schocken Books, 1964.

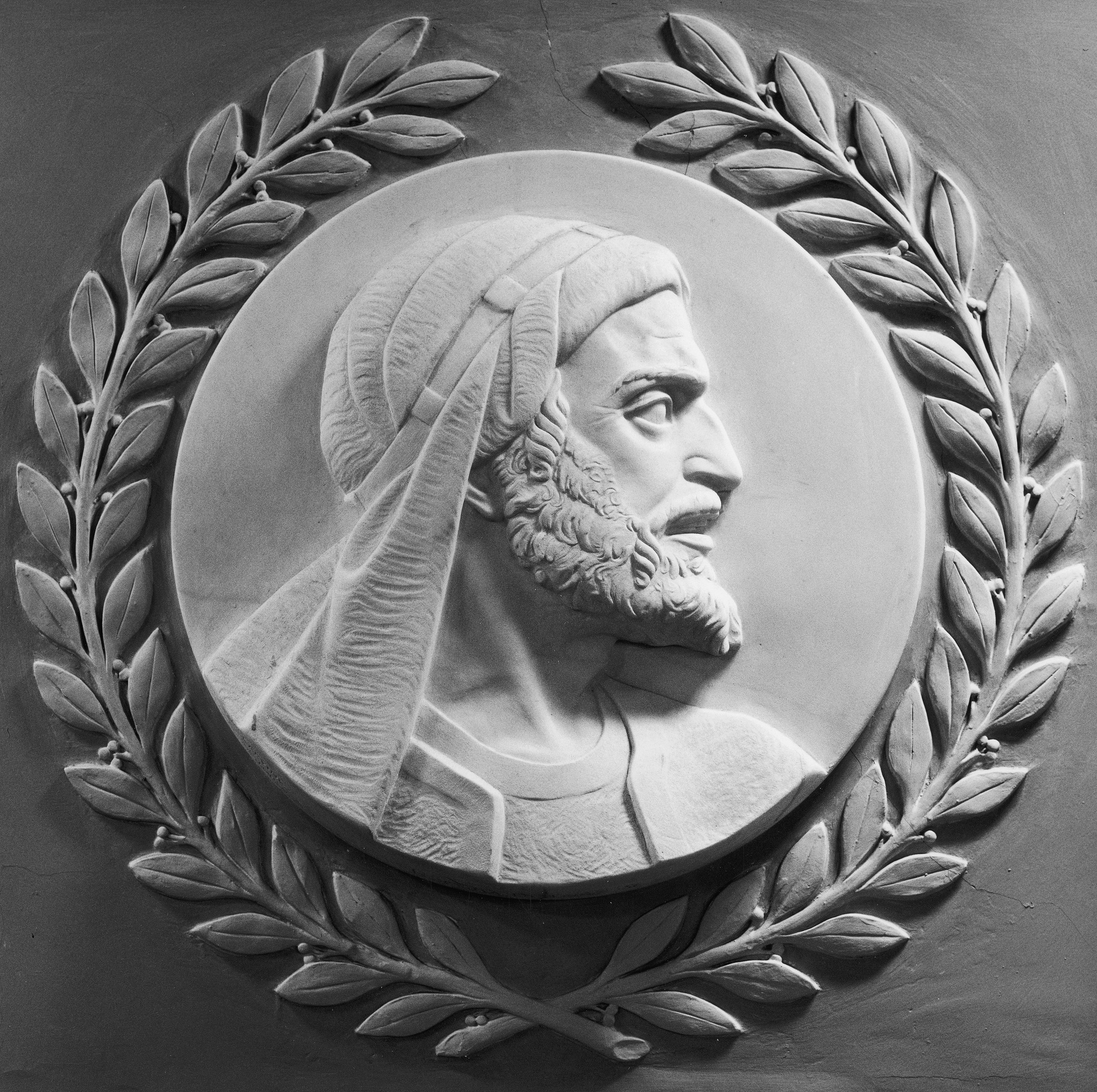
Maimonides

- Abraham ibn Ezra. Commentary on the Torah. France, 1153. In, e.g., Ibn Ezra's Commentary on the Pentateuch: Exodus (Shemot). Translated and annotated by H. Norman Strickman and Arthur M. Silver, volume 2, pages 747–66. New York: Menorah Publishing Company, 1996.
- Maimonides. The Guide for the Perplexed. Cairo, Egypt, 1190. In, e.g., Moses Maimonides. The Guide for the Perplexed. Translated by Michael Friedländer, pages 29, 96. New York: Dover Publications, 1956.

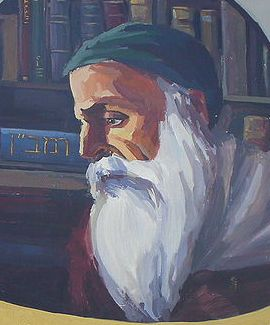
Naḥmanides

- Hezekiah ben Manoah. Hizkuni. France, circa 1240. In, e.g., Chizkiyahu ben Manoach. Chizkuni: Torah Commentary. Translated and annotated by Eliyahu Munk, volume 3, pages 651–55. Jerusalem: Ktav Publishers, 2013.
- Naḥmanides. Commentary on the Torah. Jerusalem, circa 1270. In, e.g., Ramban (Nachmanides): Commentary on the Torah. Translated by Charles B. Chavel, volume 2, pages 609–26. New York: Shilo Publishing House, 1973.

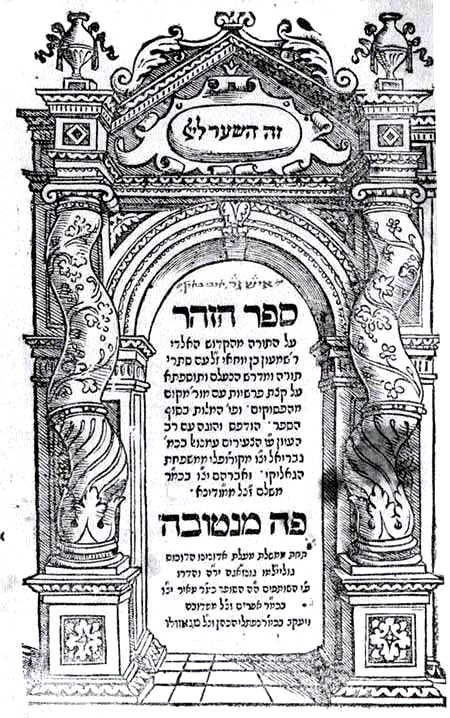
The Zohar

- Zohar part 2, pages 220a–269a. Spain, late 13th Century. In, e.g., The Zohar: Pritzker Edition. Translation and commentary by Daniel C. Matt, volume 6, pages 258–415. Stanford: Stanford University Press, 2011.
- Baḥya ben Asher. Commentary on the Torah. Spain, early 14th century. In, e.g., Midrash Rabbeinu Bachya: Torah Commentary by Rabbi Bachya ben Asher. Translated and annotated by Eliyahu Munk, volume 4, pages 1438–62. Jerusalem: Lambda Publishers, 2003.
- Jacob ben Asher (Baal Ha-Turim). Commentary on the Torah. Early 14th century. In, e.g., Baal Haturim Chumash: Shemos/Exodus. Translated by Eliyahu Touger; edited and annotated by Avie Gold, volume 2, pages 959–83. Brooklyn: Mesorah Publications, 2000.
- Isaac ben Moses Arama. Akedat Yizhak (The Binding of Isaac). Late 15th century. In, e.g., Yitzchak Arama. Akeydat Yitzchak: Commentary of Rabbi Yitzchak Arama on the Torah. Translated and condensed by Eliyahu Munk, volume 1, pages 535–44. New York, Lambda Publishers, 2001.

### Clásico rabínico
- Seder Olam Rabbah, chapter 7. 2nd century CE. In, e.g., Seder Olam: The Rabbinic View of Biblical Chronology. Translated and with commentary by Heinrich W. Guggenheimer, pages 79–87. Lanham, Maryland: Jason Aronson, 1998.
- Mishnah: Shekalim 5:2; Yoma 3:10; Zevachim 2:1. Land of Israel, circa 200 CE. In, e.g., The Mishnah: A New Translation. Translated by Jacob Neusner, pages 259, 269, 700–01. New Haven: Yale University Press, 1988.
- Tosefta: Zevachim 1:8 (1:6); Menachot 7:7–8. Land of Israel, circa 250 C.E. In, e.g., The Tosefta: Translated from the Hebrew, with a New Introduction. Translated by Jacob Neusner, volume 2, pages 1310, 1434–35. Peabody, Massachusetts: Hendrickson Publishers, 2002.
- Jerusalem Talmud: Berakhot 6a (1:1); Peah 5a (1:1); Kilayim 76a; Shabbat 20b; Shekalim 1a; Sukkah 8a, 27a; Rosh Hashanah 2b, 6a; Taanit 10b; Megillah 20b (1:12); Ketubot 30a; Sanhedrin 12a (1:4). Tiberias, Land of Israel, circa 400 CE. In, e.g., Talmud Yerushalmi. Edited by Chaim Malinowitz, Yisroel Simcha Schorr, and Mordechai Marcus, volumes 1, 3, 5, 13, 20, 22, 24–25, 31, 44. Brooklyn: Mesorah Publications, 2005–2020.
- Genesis Rabbah 3:9; 4:2; 84:18. Land of Israel, 5th Century. In, e.g., Midrash Rabbah: Genesis. Translated by Harry Freedman and Maurice Simon, volume 1, pages 25, 27; volume 2, page 783. London: Soncino Press, 1939.

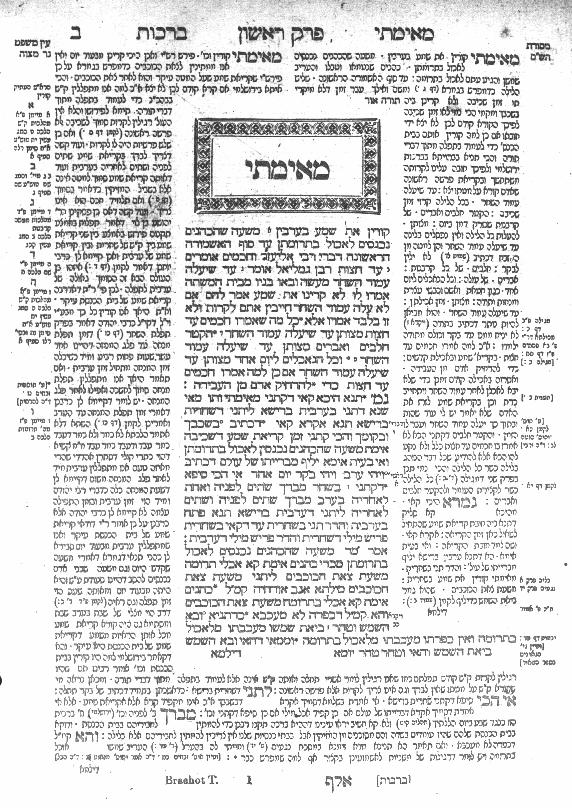
Talmud

- Midrash Tanḥuma Pekudei. 5th–10th centuries. In, e.g., The Metsudah Midrash Tanchuma: Shemos II. Translated and annotated by Avrohom Davis; edited by Yaakov Y.H. Pupko, volume 4 (Shemos volume 2), pages 390–457. Monsey, New York: Eastern Book Press, 2004.
- Babylonian Talmud: Berakhot 55a; Shabbat 28a, 87b; Yoma 4b, 6a, 12a–b, 32a, 37a, 71b; Sukkah 7b, 21a; Rosh Hashanah 3a; Taanit 29a; Megillah 29b; Yevamot 4b; Nedarim 38a; Sotah 11b, 37a, 38a; Sanhedrin 69b; Zevachim 15b, 19a–b, 22a, 58b, 88b, 119a–b; Menachot 62a, 98a, 99a; Chullin 138a; Bekhorot 5a, 44a; Arakhin 3b. Sasanian Empire, 6th Century. In, e.g., Talmud Bavli. Edited by Yisroel Simcha Schorr, Chaim Malinowitz, and Mordechai Marcus, 72 volumes. Brooklyn: Mesorah Publications, 2006.

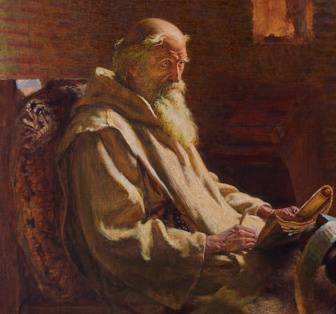
Bede

### Moderno
- Isaac Abravanel. Commentary on the Torah. Italy, between 1492 and 1509. In, e.g., Abarbanel: Selected Commentaries on the Torah: Volume 2: Shemos/Exodus. Translated and annotated by Israel Lazar, pages 421–49. Brooklyn: CreateSpace, 2015.
- Abraham Saba. Ẓeror ha-Mor (Bundle of Myrrh). Fez, Morocco, circa 1500. In, e.g., Tzror Hamor: Torah Commentary by Rabbi Avraham Sabba. Translated and annotated by Eliyahu Munk, volume 3, pages 1229–38. Jerusalem, Lambda Publishers, 2008.
- Joseph Garçon. "Sermon on Elleh Fequde." Salonika, 1500. In Marc Saperstein. Jewish Preaching, 1200–1800: An Anthology, pages 199–216. New Haven: Yale University Press, 1989.
- Obadiah ben Jacob Sforno. Commentary on the Torah. Venice, 1567. In, e.g., Sforno: Commentary on the Torah. Translation and explanatory notes by Raphael Pelcovitz, pages 486–95. Brooklyn: Mesorah Publications, 1997.
- Moses Almosnino. "Sermon on Elleh Fequde." Salonika, 1568. In Marc Saperstein. Jewish Preaching, 1200–1800: An Anthology, pages 217–39. New Haven: Yale University Press, 1989.
- Moshe Alshich. Commentary on the Torah. Safed, circa 1593. In, e.g., Moshe Alshich. Midrash of Rabbi Moshe Alshich on the Torah. Translated and annotated by Eliyahu Munk, volume 2, pages 615–18. New York, Lambda Publishers, 2000.

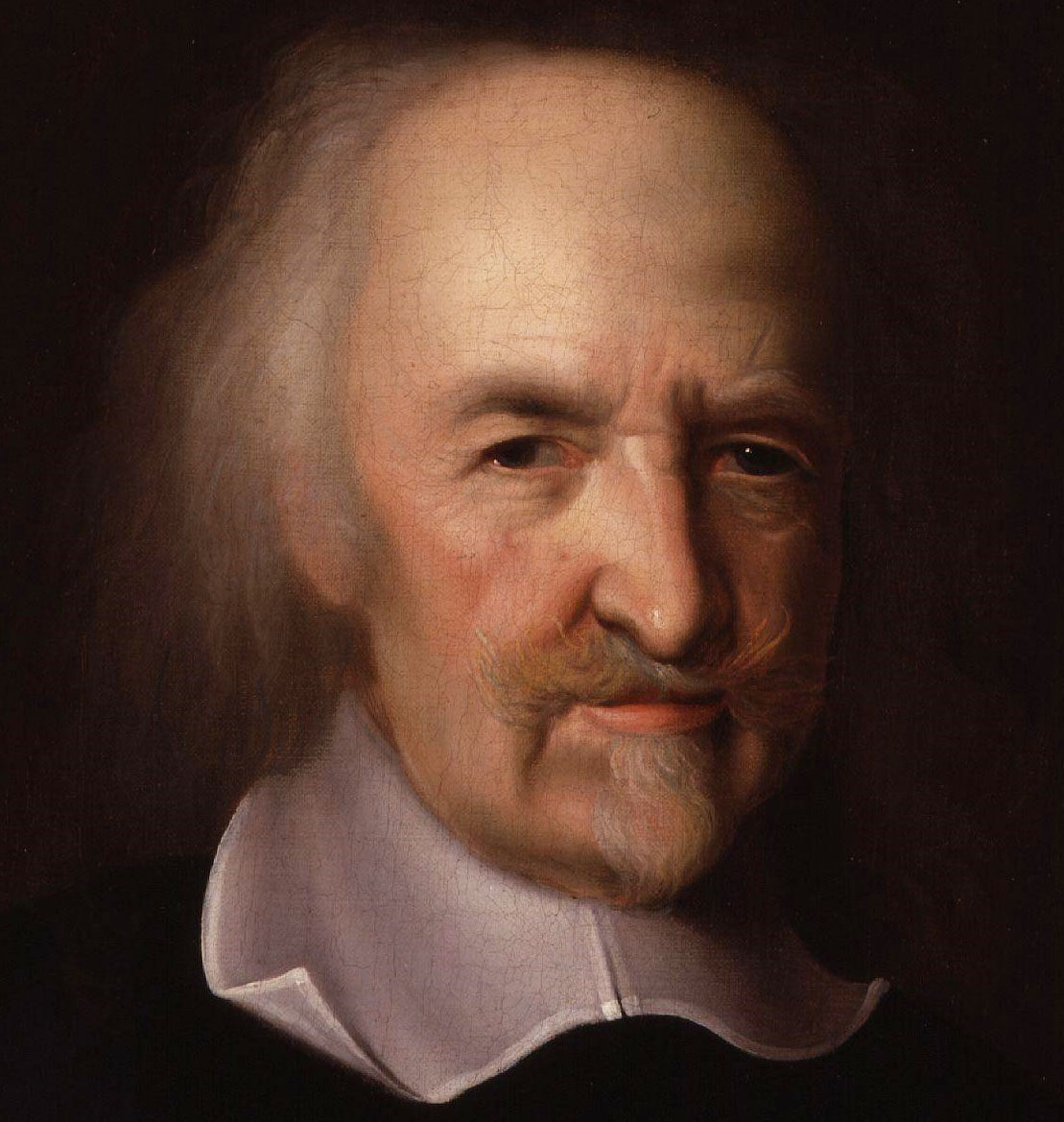
Hobbes

- Shlomo Ephraim Luntschitz. Kli Yakar. Lublin, 1602. In, e.g., Kli Yakar: Shemos. Translated by Elihu Levine, volume 2, pages 372–93. Southfield, Michigan: Targum Press/Feldheim Publishers, 2007.
- Thomas Hobbes. Leviathan, 4:44. England, 1651. Reprint edited by C. B. Macpherson, page 643. Harmondsworth, England: Penguin Classics, 1982.
- Chaim ibn Attar. Ohr ha-Chaim. Venice, 1742. In Chayim ben Attar. Or Hachayim: Commentary on the Torah. Translated by Eliyahu Munk, volume 2, pages 909–23. Brooklyn: Lambda Publishers, 1999.
- Yitzchak Magriso. Me'am Lo'ez. Constantinople, 1746. In Yitzchak Magriso. The Torah Anthology: Me'am Lo'ez. Translated by Aryeh Kaplan, volume 10, pages 249–321. Jerusalem: Moznaim Publishing, 1991.

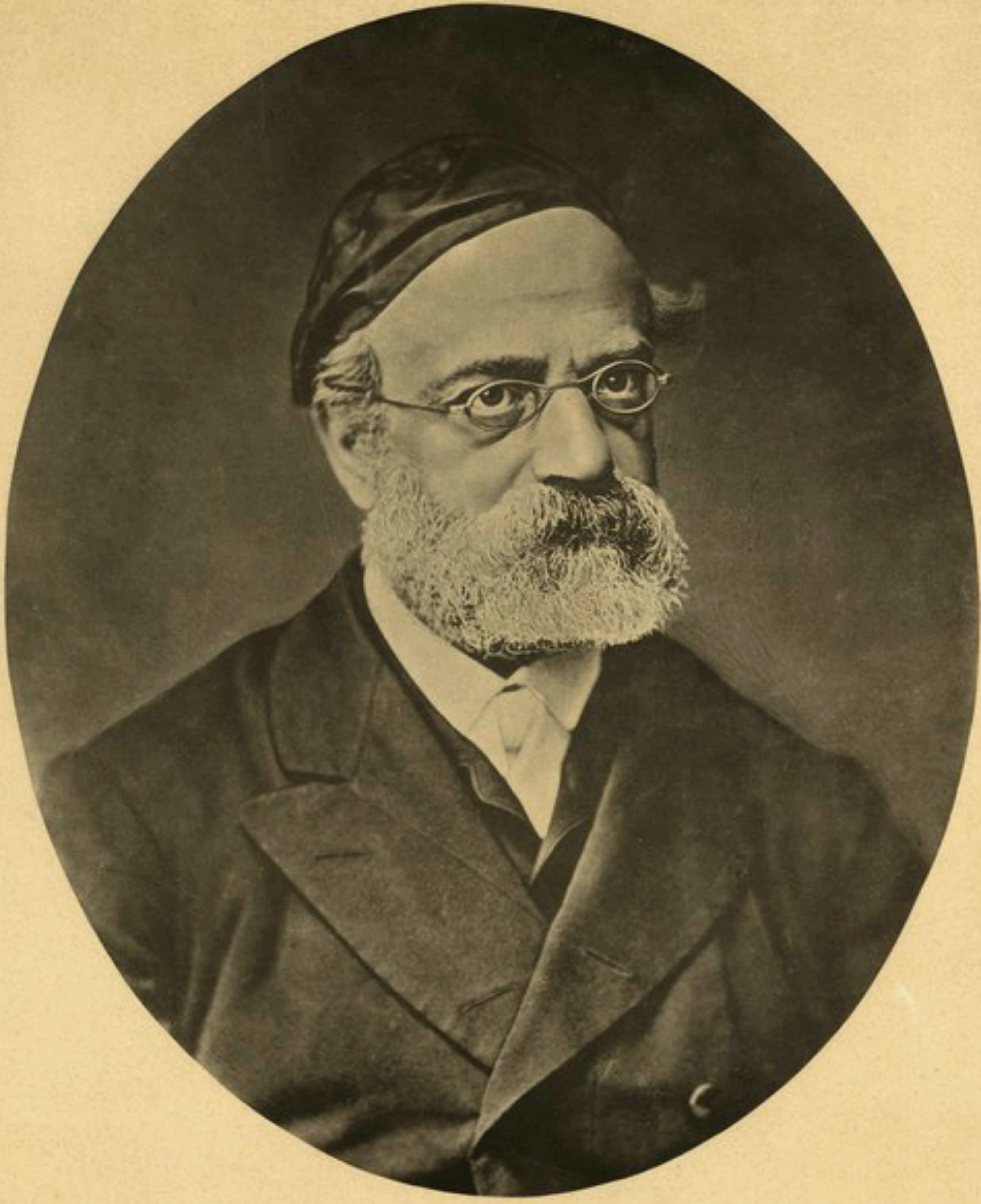
Hirsch

- Nachman of Breslov. Teachings. Bratslav, Ukraine, before 1811. In Rebbe Nachman's Torah: Breslov Insights into the Weekly Torah Reading: Exodus-Leviticus. Compiled by Chaim Kramer; edited by Y. Hall, pages 292–98. Jerusalem: Breslov Research Institute, 2011.
- Moritz Markus Kalisch. A Historical and Critical Commentary on the Old Testament with a New Translation: Exodus, pages 455–62. London: Longman, Brown, Green, and Longmans, 1855. Reprinted, e.g., RareBooksClub.com, 2012.

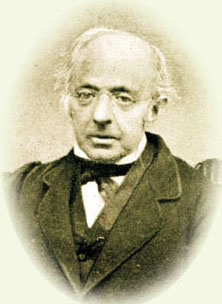
Luzzatto

- Samson Raphael Hirsch. The Pentateuch: Exodus. Translated by Isaac Levy, volume 2, pages 694–712. Gateshead: Judaica Press, 2nd edition 1999. Originally published as Der Pentateuch uebersetzt und erklaert. Frankfurt, 1867–1878.
- Samuel David Luzzatto (Shadal). Commentary on the Torah. Padua, 1871. In, e.g., Samuel David Luzzatto. Torah Commentary. Translated and annotated by Eliyahu Munk, volume 3, pages 895–96. New York: Lambda Publishers, 2012.
- Yehudah Aryeh Leib Alter. Sefat Emet. Góra Kalwaria (Ger), Poland, before 1906. Excerpted in The Language of Truth: The Torah Commentary of Sefat Emet. Translated and interpreted by Arthur Green, pages 139–43. Philadelphia: Jewish Publication Society, 1998. Reprinted 2012.
- Alexander Alan Steinbach. Sabbath Queen: Fifty-four Bible Talks to the Young Based on Each Portion of the Pentateuch, pages 71–73. New York: Behrman's Jewish Book House, 1936.
- Benno Jacob. The Second Book of the Bible: Exodus. London, 1940. Translated by Walter Jacob, pages 1032–48. Hoboken, New Jersey: KTAV Publishing House, 1992.

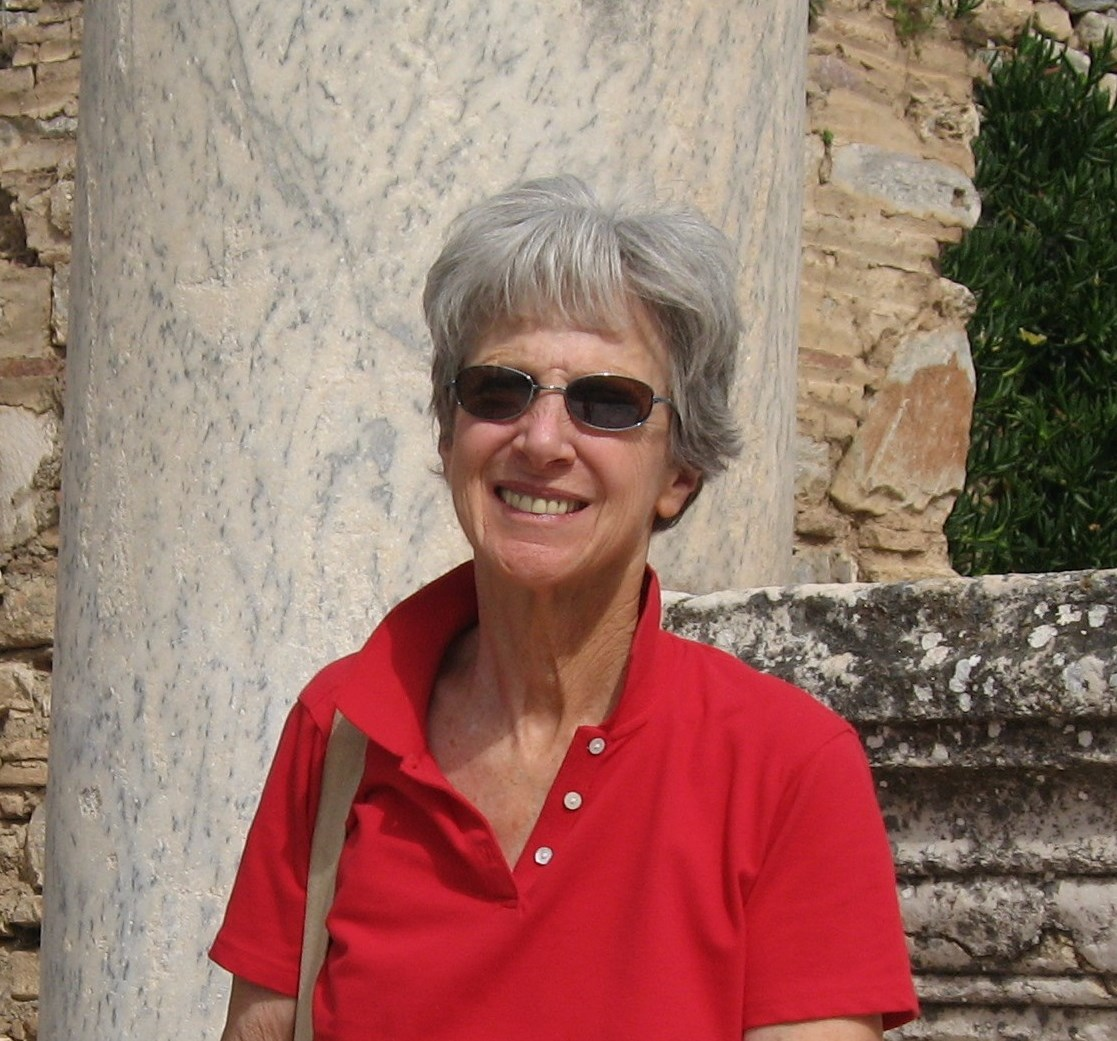
Meyers

- Umberto Cassuto. A Commentary on the Book of Exodus. Jerusalem, 1951. Translated by Israel Abrahams, pages 468–85. Jerusalem: The Magnes Press, The Hebrew University, 1967.
- Carol L. Meyers. The Tabernacle Menorah. Missoula, Montana: Scholars Press, 1976.
- Elie Munk. The Call of the Torah: An Anthology of Interpretation and Commentary on the Five Books of Moses. Translated by E.S. Mazer, volume 2, pages 530–51. Brooklyn: Mesorah Publications, 1995. Originally published as La Voix de la Thora. Paris: Fondation Samuel et Odette Levy, 1981.
- Victor (Avigdor) Hurowitz. "The Priestly Account of Building the Tabernacle." Journal of the American Oriental Society, volume 105 (number 1) (January–March 1985): pages 21–30.
- Richard Elliott Friedman. "A Brilliant Mistake" and "The Sacred Tent." In Who Wrote the Bible?, pages 161–87. New York: Summit Books, 1987.
- Pinchas H. Peli. Torah Today: A Renewed Encounter with Scripture, pages 99–102. Washington, D.C.: B'nai B'rith Books, 1987.
- Gabriel Josipovici. "Building the Tabernacle." In The Book of God: A Response to the Bible, pages 90–107. New Haven: Yale University Press, 1988.
- Jon D. Levenson. "Cosmos and Microcosm." In Creation and the Persistence of Evil: The Jewish Drama of Divine Omnipotence, pages 78–99. San Francisco: Harper & Row, 1988.
- Craig R. Koester. Dwelling of God: The Tabernacle in the Old Testament, Intertestamental Jewish Literature, and the New Testament. Washington: Catholic Biblical Association of America, 1989.
- Harvey J. Fields. A Torah Commentary for Our Times: Volume II: Exodus and Leviticus, pages 86–94. New York: UAHC Press, 1991.
- Richard Elliott Friedman. "Tabernacle." in Anchor Bible Dictionary. Edited by David Noel Freedman, volume 6, pages 292–300. New York: Doubleday, 1992.
- Nahum M. Sarna. The JPS Torah Commentary: Exodus: The Traditional Hebrew Text with the New JPS Translation, pages 231–37. Philadelphia: Jewish Publication Society, 1991.
- Nehama Leibowitz. New Studies in Shemot (Exodus), volume 2, pages 644–53, 689–709. Jerusalem: Haomanim Press, 1993. Reprinted as New Studies in the Weekly Parasha. Lambda Publishers, 2010.
- Walter Brueggemann. "The Book of Exodus." In The New Interpreter's Bible. Edited by Leander E. Keck, volume 1, pages 972–81. Nashville: Abingdon Press, 1994.
- Judith S. Antonelli. "Women's Wisdom." In In the Image of God: A Feminist Commentary on the Torah, pages 221–30. Northvale, New Jersey: Jason Aronson, 1995.
- Victor Avigdor Hurowitz. [https://www.jstor.org/stable/1454824 "The Form and Fate of the Tabernacle: Reflections on a Recent Proposal." The Jewish Quarterly Review, volume 86 (number 1/2) (July–October 1995): pages 127–51.
- Ellen Frankel. The Five Books of Miriam: A Woman's Commentary on the Torah, pages 146–48. New York: G. P. Putnam's Sons, 1996.
- W. Gunther Plaut. The Haftarah Commentary, pages 222–31. New York: UAHC Press, 1996.
- Sorel Goldberg Loeb and Barbara Binder Kadden. Teaching Torah: A Treasury of Insights and Activities, pages 155–60. Denver: A.R.E. Publishing, 1997.
- Elana Zaiman. "The Birthing of the Mishkan (Tabernacle)." In The Women's Torah Commentary: New Insights from Women Rabbis on the 54 Weekly Torah Portions. Edited by Elyse Goldstein, pages 179–82. Woodstock, Vermont: Jewish Lights Publishing, 2000.
- Exodus to Deuteronomy: A Feminist Companion to the Bible (Second Series). Edited by Athalya Brenner, page 39. Sheffield: Sheffield Academic Press, 2000.
- Martin R. Hauge. The Descent from the Mountain: Narrative Patterns in Exodus 19–40. Sheffield: Journal for the Study of the Old Testament Press, 2001.
- Avivah Gottlieb Zornberg. The Particulars of Rapture: Reflections on Exodus, pages 461–98. New York: Doubleday, 2001.
- Lainie Blum Cogan and Judy Weiss. Teaching Haftarah: Background, Insights, and Strategies, pages 145–60. Denver: A.R.E. Publishing, 2002.
- Michael Fishbane. The JPS Bible Commentary: Haftarot, pages 135–38, 141–46. Philadelphia: Jewish Publication Society, 2002.
- Alan Lew. This Is Real and You Are Completely Unprepared: The Days of Awe as a Journey of Transformation, pages 53–55. Boston: Little, Brown and Co., 2003.
- Martha Lynn Wade. Consistency of Translation Techniques in the Tabernacle Accounts of Exodus in the Old Greek. Society of Biblical Literature, 2003.
- Robert Alter. The Five Books of Moses: A Translation with Commentary, pages 526–35. New York: W.W. Norton & Co., 2004.
- Jeffrey H. Tigay. "Exodus." In The Jewish Study Bible. Edited by Adele Berlin and Marc Zvi Brettler, pages 197–202. New York: Oxford University Press, 2004.
- Professors on the Parashah: Studies on the Weekly Torah Reading Edited by Leib Moscovitz, pages 155–60. Jerusalem: Urim Publications, 2005.
- W. Gunther Plaut. The Torah: A Modern Commentary: Revised Edition. Revised edition edited by David E.S. Stern, pages 627–39. New York: Union for Reform Judaism, 2006.
- William H.C. Propp. Exodus 19–40, volume 2A, pages 624–722. New York: Anchor Bible, 2006.

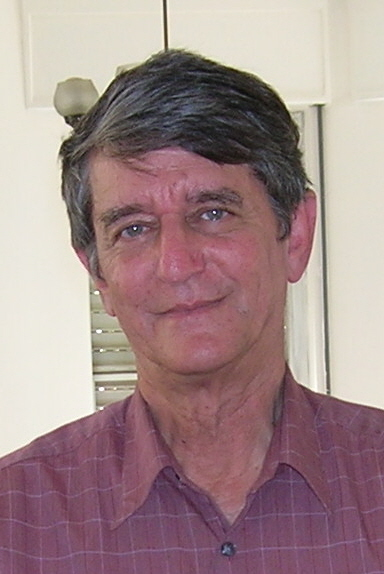
kugel

- Suzanne A. Brody. "Successful Campaign." In Dancing in the White Spaces: The Yearly Torah Cycle and More Poems, page 84. Shelbyville, Kentucky: Wasteland Press, 2007.
- James L. Kugel. How To Read the Bible: A Guide to Scripture, Then and Now, page 289. New York: Free Press, 2007.
- Kenton L. Sparks. “‘Enūma Elish’ and Priestly Mimesis: Elite Emulation in Nascent Judaism.” Journal of Biblical Literature, volume 126 (2007): 637–42. (“Priestly Mimesis in the Tabernacle Narrative (Exodus 25–40)”).
- Shmuel Goldin. Unlocking the Torah Text: An In-Depth Journey into the Weekly Parsha: Shmot, pages 299–326. Jerusalem: Gefen Publishing House, 2008.
- The Torah: A Women's Commentary. Edited by Tamara Cohn Eskenazi and Andrea L. Weiss, pages 545–66. New York: URJ Press, 2008.
- Thomas B. Dozeman. Commentary on Exodus, pages 759–66. Grand Rapids, Michigan: William B. Eerdmans Publishing Company, 2009.
- Lisa Edwards and Laurence Edwards. "A Knack for Design: Parashat Pekudei (Exodus 38:21–40:38)." In Torah Queeries: Weekly Commentaries on the Hebrew Bible. Edited by Gregg Drinkwater, Joshua Lesser, and David Shneer; foreword by Judith Plaskow, pages 117–20. New York: New York University Press, 2009.
- Reuven Hammer. Entering Torah: Prefaces to the Weekly Torah Portion, pages 135–39. New York: Gefen Publishing House, 2009.
- Rebecca G.S. Idestrom. "Echoes of the Book of Exodus in Ezekiel." Journal for the Study of the Old Testament, volume 33 (number 4) (June 2009): pages 489–510. (Motifs from Exodus found in Ezekiel, including the call narrative, divine encounters, captivity, signs, plagues, judgment, redemption, tabernacle/temple, are considered.).
- John H. Walton. "The Seven Days of Genesis 1 Relate to the Cosmic Temple Inauguration." In The Lost World of Genesis One: Ancient Cosmology and the Origins Debate, pages 87–92. Downers Grove, Illinois: IVP Academic, 2009.
- Bruce Wells. "Exodus." In Zondervan Illustrated Bible Backgrounds Commentary. Edited by John H. Walton, volume 1, pages 265–67. Grand Rapids, Michigan: Zondervan, 2009.

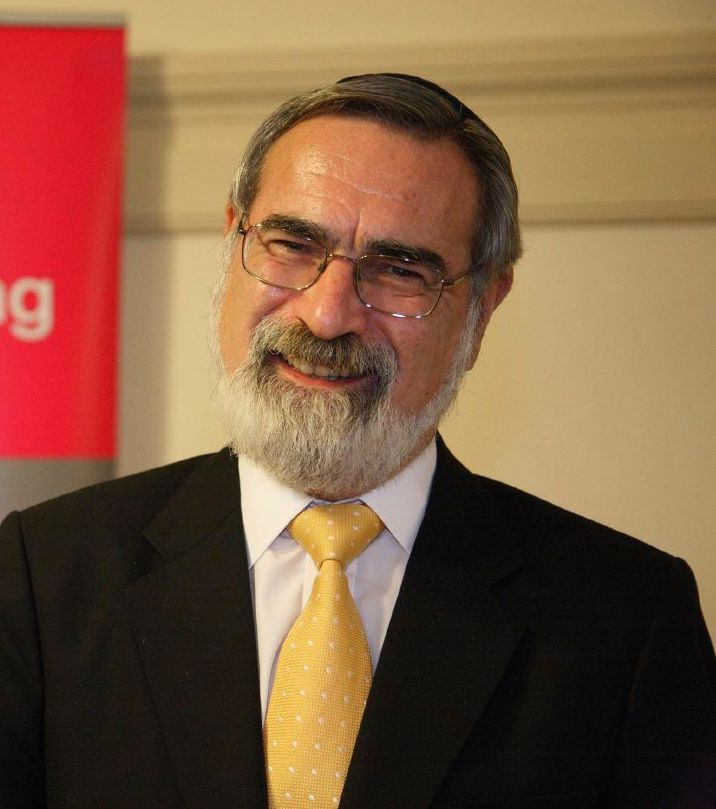
Sacks

- Carol Meyers. "Exodus." In The New Oxford Annotated Bible: New Revised Standard Version with the Apocrypha: An Ecumenical Study Bible. Edited by Michael D. Coogan, Marc Z. Brettler, Carol A. Newsom, and Pheme Perkins, pages 137–40. New York: Oxford University Press, Revised 4th Edition 2010.
- Jonathan Sacks. Covenant & Conversation: A Weekly Reading of the Jewish Bible: Exodus: The Book of Redemption, pages 303–57. Jerusalem: Maggid Books, 2010.
- James W. Watts. "Aaron and the Golden Calf in the Rhetoric of the Pentateuch." Journal of Biblical Literature, volume 130 (number 3) (fall 2011): pages 417–30.

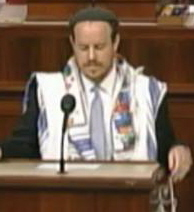
Herzfeld

- William G. Dever. The Lives of Ordinary People in Ancient Israel: When Archaeology and the Bible Intersect, pages 244, 246. Grand Rapids, Michigan: William B. Eerdmans Publishing Company, 2012.
- Shmuel Herzfeld. "An Easier Way to Achieve Redemption." In Fifty-Four Pick Up: Fifteen-Minute Inspirational Torah Lessons, pages 135–40. Jerusalem: Gefen Publishing House, 2012.
- Torah MiEtzion: New Readings in Tanach: Shemot. Edited by Ezra Bick and Yaakov Beasley, pages 480–530. Jerusalem: Maggid Books, 2012.
- Michael B. Hundley. Gods in Dwellings: Temples and Divine Presence in the Ancient Near East. Atlanta: Society of Biblical Literature, 2013.
- Pinchas Landau. "One Man's ‘Inequality' Is... : A tax that made everyone an equal partner in the Temple service, irrespective of their sociopolitical class." The Jerusalem Report, volume 24 (number 24) (March 10, 2014): page 47.
- Jonathan Sacks. Lessons in Leadership: A Weekly Reading of the Jewish Bible, pages 115–19. New Milford, Connecticut: Maggid Books, 2015.
- Raanan Eichler. "The Poles of the Ark: On the Ins and Outs of a Textual Contradiction." Journal of Biblical Literature, volume 135, number 4 (Winter 2016): pages 733–41.
- Jonathan Sacks. Essays on Ethics: A Weekly Reading of the Jewish Bible, pages 145–49. New Milford, Connecticut: Maggid Books, 2016.

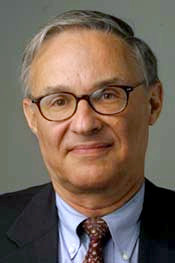
Kass

- Shai Held. The Heart of Torah, Volume 1: Essays on the Weekly Torah Portion: Genesis and Exodus, pages 217–24. Philadelphia: Jewish Publication Society, 2017.
- Steven Levy and Sarah Levy. The JPS Rashi Discussion Torah Commentary, pages 71–73. Philadelphia: Jewish Publication Society, 2017.
- Leon R. Kass, Founding God's Nation, pages 574–98. New Haven: Yale University Press, 2021.
- Abigail Pogrebin and Dov Linzer. It Takes Two to Torah: An Orthodox Rabbi and Reform Journalist Discuss and Debate Their Way Through the Five Books of Moses, pages 131–36. Bedford, New York: Fig Tree Books, 2024.

### Textos
- Masoretic text and 1917 JPS translation
- Hear the parashah read in Hebrew

### Comentarios
- Academy for Jewish Religion, California
- Academy for Jewish Religion, New York
- Aish.com
- American Jewish University—Ziegler School of Rabbinic Studies
- Chabad.org
- Hadar
- Jewish Theological Seminary
- MyJewishLearning.com
- Orthodox Union
- Pardes from Jerusalem
- Reconstructing Judaism
- Union for Reform Judaism
- United Synagogue of Conservative Judaism
- Yeshiva University